# 元素周期表

元素週期表是依原子序数、核外电子排布情况和化学性质的相似性来排列化学元素的表格。一如其名，元素週期表的排列展现元素性质的週期性趋势。其中，週期表的横行被称作週期，纵列则被称作族。一般而言，在同一週期内，金属元素位于表的左端，非金属位于右端；同族的元素则大多具有相似化学性质。週期表中有四个族具有单独的别名，包括第1族（IA族）被称为碱金属、第2族（IIA族）被称为碱土金属、第17族（VIIA族）被称为卤素，以及第18族（VIIIA族）被称为稀有气体。
元素週期表排列的週期性趋势既可用于推演不同元素间性质的关系，也可用于预测未发现或新合成的元素的性质。週期表最早由俄罗斯化学家德米特里·门捷列夫在1869年发布，主要用于表现当时已知的元素之间的週期性规律，但他也借此基本成功预测当时尚未发现的、位于週期表空位中的元素的一部分性质。随着新元素的发现和化学性质理论模型的健全，门捷列夫的思想也在不断完善。现代的元素週期表不仅为分析化学反应提供有用的框架，也在其他化學领域乃至核物理学中得到广泛应用。
自原子序数为1的元素（氢）至原子序数为118的元素（鿫，Oganesson）均已被发现或成功合成，并填满週期表的前七个周期。不过，在自然界中天然存在的仅有前94种元素，且部分仅有痕量存在；95号及以后的元素都是在实验室或核反应堆中合成得到的。下一个合成的新元素将会开启周期表的第八周期，因此大量工作都在往这方面努力，且已有理论指出可能的新元素。此外，世界各地的实验室中也不斷有多种元素的新放射性同位素被合成出。

## 概述
每种化学元素都对应一个独有原子序数（通常记作Z），这个值即是原子核内的質子数量。对大多数元素而言，同种元素的原子可以包含不同数目的中子，可互称为同位素。例如，碳元素就有三种天然同位素，每种同位素原子都包含六个质子，但中子数量不同：绝大多数碳原子含有六个（碳-12），约1%含有七个（碳-13），极少数含有八个（碳-14）。元素周期表中对同位素不加区分。不少周期表会标出元素的原子量，但对于没有稳定同位素的元素，则会标出半衰期最长的核素的相对原子质量，在这种情况下原子量会带上括号。
在标准的元素周期表中，元素按照原子序数递增的顺序排列。当一个新的电子壳层开始填入电子时，周期表就从下一行（即下一个周期）继续开始排布。纵列（族）是由原子的电子构型决定的。对于同一族中的元素，原子的某一亚层中的电子数量总是相同的。例如，氧和硒位于同一族，而它们的原子最外层的p轨道中都填入了4个电子。同族元素通常具有相似的化学性质，而在周期表的f区与d区的一部分中，整个区域的元素都有相似的化学性质。因而，如果已知与某个元素相邻的其他元素的性质，这个元素的性质就不难猜测。
截至2016年，元素周期表共有118种已确认存在的元素。其中原子序数为113、115、117、118的四种元素是最新发现的，国际纯粹与应用化学联合会（IUPAC）于2015年12月确认这些元素成功合成，并于2016年6月公布了它们的英文名称（同年11月确定为官方名称），中国大陆于2017年5月公布了其中文名。其名称分别为鉨（写如“钅尔”，英文名Nihonium，符号Nh）、镆（英文名Moscovium，符号Mc）、鿬（写如“石田”，英文名Tennessine，符号Ts）、鿫（“气”字头下加“奥”，英文名Oganesson，符号Og）。
前94号元素都天然存在，其他的24种元素则有赖于人工合成。在94种天然元素中，83种能够稳定存在（铋、钍和铀沒有稳定同位素，但有半衰期超過108年的同位素），另外11种只出现在这83种元素的衰变过程中。砹（85号元素）和比锿更重的元素（即99号以后的元素）尚未制备出宏观数量级的纯品，且钫（87号）仅在极微量的状态下，以光辐射的形式被观察到过（数量仅有约30万个原子）。

## 元素分组方式

### 族
周期表中的一个族指的是一个纵列（VIIIB族除外）。一般而言，与同周期、同分区的元素相比，同族元素往往具有更相似的性质，但是另一些性质与原子序数的相关性更明显。依照现代原子结构量子力学的解释，同族元素的价层电子通常具有相同的排布方式，因而一般具有一系列共同的化学性质，且随着原子序数的递增，元素的性质亦呈现出明显有规律的变化。不过在周期表的部分分区，如d区与f区，沿横向排列的元素彼此间性质也很相似，甚至比同族元素的相似性更强。
依照国际命名惯例，周期表中的族序号自左向右由1至18依次递增。此前常用的记法则是使用罗马数字，并加标“A”或“B”表示主族（s区、p区）或副族（d区、f区）。每一族所对应的罗马数字，正是现代使用的纯数字记法的个位数。例如，第4族被记作IVB族，而第14族则是IVA族。此前欧洲通用的也是“罗马数字+字母”这一体系，但不同的是，“A”用于表示前9列元素，“B”用于表示后9列元素。此外，第8、9、10族曾作为一整个跨三列的族（VIIIB族）而存在，但自1988年起，IUPAC已经放弃这种记法，并转而改用一列一号的标号方式。
部分族除了数字序号以外尚有其别名，不过有的别名很不常用。第3-10这8个族没有别名，通常以族序号或族首元素指代（比如第3族也可称作“钪族”）。这些族没有别名的一个原因是同族元素间的相似性较弱（相对于有别名的族而言）。
通常情况下，同族元素自上而下，原子半径递增，电离能和电负性递减。原子半径的递增是因为被填充的电子壳层越来越多，而价层电子离核越来越远。电离能和电负性的下降亦是由于价电子与核的距离增加而导致的，因为离核越远的电子所受的束缚越弱。不过这一规则存在例外，例如第11族（I B族）的底端，电负性就反而增大。
| IUPAC族號             | IUPAC族號             | 1      | 2        | [ A ]   | 3     | 4     | 5     | 6     | 7     | 8     | 9     | 10    | 11       | 12    | 13     | 14      | 15         | 16         | 17    | 18             |
| 門德列夫族號 (I–VIII) | 門德列夫族號 (I–VIII) | IA     | IIA      |         | IIIB  | IVB   | VB    | VIB   | VIIB  | VIIIB | VIIIB | VIIIB | IB       | IIB   | IIIB   | IVB     | VB         | VIB        | VIIB  | [ B ]          |
| CAS族號 (美, A-B-A)   | CAS族號 (美, A-B-A)   | IA     | IIA      |         | IIIB  | IVB   | VB    | VIB   | VIIB  | VIIIB | VIIIB | VIIIB | IB       | IIB   | IIIA   | IVA     | VA         | VIA        | VIIA  | VIIIA          |
| 中国大陆惯用族号      | 中国大陆惯用族号      | IA     | IIA      |         | IIIB  | IVB   | VB    | VIB   | VIIB  | VIIIB | VIIIB | VIIIB | IB       | IIB   | IIIA   | IVA     | VA         | VIA        | VIIA  | 0              |
| 舊IUPAC族號 (歐, A-B) | 舊IUPAC族號 (歐, A-B) | IA     | IIA      |         | IIIA  | IVA   | VA    | VIA   | VIIA  | VIIIB | VIIIB | VIIIB | IB       | IIB   | IIIB   | IVB     | VB         | VIB        | VIIB  | 0              |
| 慣用名                | 慣用名                | 碱金属 | 碱土金属 |         |       |       |       |       |       |       |       |       | 製幣金屬 |       | Triels | Tetrels | Pnictogens | Chalcogens | 卤素  | 惰性氣體、鈍氣 |
| 以元素命名            | 以元素命名            | 鋰族   | 鈹族     |         | 鈧族  | 鈦族  | 釩族  | 鉻族  | 錳族  | 鐵族  | 鈷族  | 鎳族  | 銅族     | 鋅族  | 硼族   | 碳族    | 氮族       | 氧族       | 氟族  | 氦或氖族       |
| 第1週期               | 第1週期               | h 氢 H |          |         |       |       |       |       |       |       |       |       |          |       |        |         |            |            |       | 氦 He          |
| 第2週期               | 第2週期               | 锂 Li  | 铍 Be    |         |       |       |       |       |       |       |       |       |          |       | 硼 B   | 碳 C    | 氮 N       | 氧 O       | 氟 F  | 氖 Ne          |
| 第3週期               | 第3週期               | 钠 Na  | 镁 Mg    |         |       |       |       |       |       |       |       |       |          |       | 铝 Al  | 硅 Si   | 磷 P       | 硫 S       | 氯 Cl | 氩 Ar          |
| 第4週期               | 第4週期               | 钾 K   | 钙 Ca    |         | 钪 Sc | 钛 Ti | 钒 V  | 铬 Cr | 锰 Mn | 铁 Fe | 钴 Co | 镍 Ni | 铜 Cu    | 锌 Zn | 镓 Ga  | 锗 Ge   | 砷 As      | 硒 Se      | 溴 Br | 氪 Kr          |
| 第5週期               | 第5週期               | 铷 Rb  | 锶 Sr    |         | 钇 Y  | 锆 Zr | 铌 Nb | 钼 Mo | 锝 Tc | 钌 Ru | 铑 Rh | 钯 Pd | 银 Ag    | 镉 Cd | 铟 In  | 锡 Sn   | 锑 Sb      | 碲 Te      | 碘 I  | 氙 Xe          |
| 第6週期               | 第6週期               | 铯 Cs  | 钡 Ba    | 镧系 Ln | 镥 Lu | 铪 Hf | 钽 Ta | 钨 W  | 铼 Re | 锇 Os | 铱 Ir | 铂 Pt | 金 Au    | 汞 Hg | 铊 Tl  | 铅 Pb   | 铋 Bi      | 钋 Po      | 砹 At | 氡 Rn          |
| 第7週期               | 第7週期               | 钫 Fr  | 镭 Ra    | 锕系 An | 铹 Lr | 鑪 Rf | 𨧀 Db | 𨭎 Sg | 𨨏 Bh | 𨭆 Hs | 䥑 Mt | 鐽 Ds | 錀 Rg    | 鎶 Cn | 鉨 Nh  | 鈇 Fl   | 鏌 Mc      | 鉝 Lv      | 鿬 Ts | 鿫 Og          |

  碱金属  
  碱土金属  
  过渡金属  
  貧金屬  
  类金属  
  其他非金屬  
  稀有气体
註：
1. 1 2  第3族包含鈧 (Sc) 和釔 (Y)。該族其他的元素就使用週期表的不同，而分為以下的三種： (1) 鑭（La）和錒（Ac）、(2) 鎦（Lu）和鐒（Lr）、(3) 整組鑭系與錒系元素均列入第3族。2015年，IUPAC啟動一計畫，將第3族的定義標準化為(1) 鈧釔鑭錒或者(2) 鈧釔鎦鐒。[i]
2. ↑  門得列夫最初的週期表剛創作之時，第18族（鈍氣族）尚未被發現。不久後（1902年），門得列夫接受其存在的證據，並將其放入他週期表內新增的「第0族」，如此便不會打破週期表的規律。
3. 1 2 3 4 5 6  IUPAC建議的族名。
4. ↑  氫 (H)，雖然位於第1族，但其顯現的化學性質和鹼金屬相差甚遠，因此通常不被認為是鹼金屬。

參考：
1. . IUPAC. 2015-12-18.

### 周期
周期表中的一个横行称作一个周期。尽管一般而言同族元素的相似性更强，但部分区域中同周期元素（即，沿水平方向）相似性和变化规律更显著。比如f区中的两行，镧系和锕系元素，就体现了“同周期内元素性质相似”的特点。
同一周期内的元素随原子序数递增，其原子半径、电离能、电子亲和能和电负性各自呈现出不同的变化趋势。自左向右，质子数逐渐增加，核外电子所受的吸引力增强而更向核靠拢，因此原子半径通常随之递减。相应地，电离能和电负性随之增大，因为将电子从核外剥离需要消耗更多的能量。此外在同一周期中，金属的电子亲和能通常低于同周期的非金属（稀有气体除外）。

### 区

自左向右依次为：s区（红色）、f区（绿色）、d区（蓝色）、p区（黄色）。

周期表中，依最后填充的电子亚层而划分的矩形块被称作区。各区大体上依照最后被填充的亚层的符号命名。s区由前两族（碱金属和碱土金属）外加氢和氦元素组成，p区则包含最后六个族，即13~18族（III A至0族）。所有的类金属都落在p区的范围内。d区包含第3至第12族（III B至II B），所有的过渡金属都位于此区域。f区通常被单独放在周期表的最下方，不冠以族序号。镧系和锕系位于这个区域。

### 金属、类金属和非金属

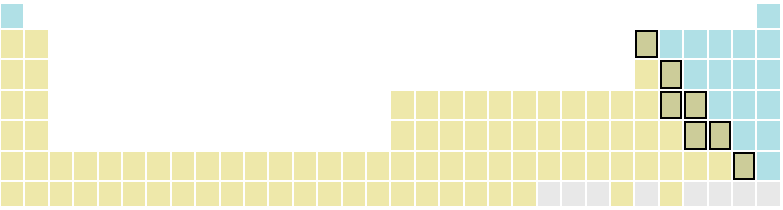
- 浅黄色为金属
- 深黄色为类金属
- 蓝色为非金属
- 灰色所示元素分类未定，不同的资料来源会将这些元素分在不同的类别。

根据理化特性的不同，周期表中的元素可被分为金属、类金属和非金属三类。金属通常是具光泽的固体，电导率与热导率较高。金属元素彼此易形成合金，与非金属元素之间则容易形成离子盐类化合物（稀有气体除外）。大部分非金属在通常状况下则是气体或有色固体，绝缘性较好。非金属元素彼此间常以共价键结合形成化合物。金属与非金属间则是类金属，具有介于二者之间的性质。
金属与非金属可以进一步细分为多个子类。周期表中自左向右，这些子类的金属性依次减弱，而非金属性逐渐增强。金属从相当活泼的碱金属开始逐渐向右扩展，依次经过活性较弱的碱土金属、内过渡金属（镧系与锕系元素）、典型过渡金属，终止于物理化学活性都较弱的后过渡金属（即贫金属）。非金属自左向右则依次为多原子非金属、双原子非金属与单原子的稀有气体。多原子非金属靠近类金属区域，尚有残余的金属特性，双原子非金属则具有典型的非金属性，稀有气体更是几近完全惰性。过渡金属中还可细分出一些子类，如難熔金屬和貴金屬等较为知名的子类，但在周期表中较少单独标出。
不过，仅仅依据性质的相似性来对元素分类尚有缺陷。每一个子类中，元素彼此间的性质实际上都有一定的差异，处在两类边界上的元素性质又较为相似，分野不够明确。不过其它分类手段也会遇到类似的问题。比方说铍元素被归类为碱土金属，但它具有贫金属的特点，往往以共价形式参与化合，且能形成两性氧化物。又例如，氡被归为稀有气体，但能形成正离子，这是金属元素的典型特性。除去理化性质以外，还有一些其它的分类标准，例如按宿主矿物分类（哥德施密特分类法），或按晶体结构分类。目前的分类方法最早可以上溯到1869年，当时希里斯为了对这些元素加以区分，曾建议在金属、固态非金属、气态非金属的区域之间加注边界线。

## 周期表中的周期性与规律

### 核外电子排布

核外电子层与亚层随原子序数增加而排布的大致次序。该次序依照能量递增的顺序，利用马德隆规则确定。

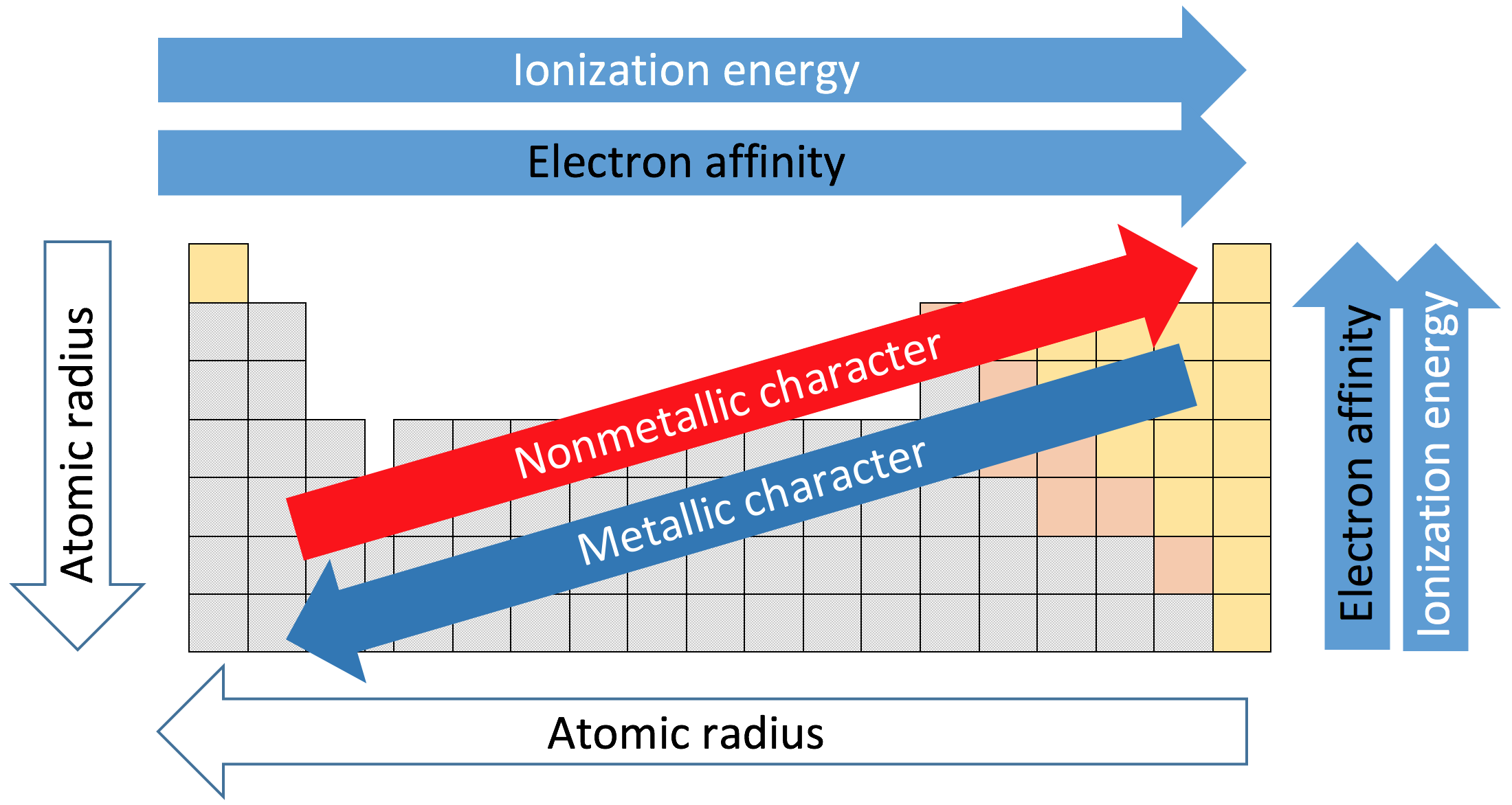
周期表中的性质变化趋势（沿箭头指示方向递增）

电中性原子的核外电子排布情况随原子序数的增长展现出一种不断复现的规律（即所谓“周期”）。核外电子可以占据不同的电子层（以数字标识），每个层又包含一系列亚层（以字母s、p、d、f、g等标识）。随原子序数递增，电子依照構造原理（即马德隆规则，或称能量递增原理）逐步填入各电子层与亚层中，顺序如左图所示。以氖元素为例，其核外电子构型为1s2 2s2 2p6。其10个核外电子中，两个最先填入第1层，而剩余八个填入第二层。这其中，2个填入2s亚层，6个则填入2p亚层。在周期表中，一旦电子填入了一个此前从未填充过的新电子层，该元素就将作为一个新周期的起始元素而出现。目前这些起始元素包括氢和所有碱金属。
由于元素性质基本由核外电子的排布情况决定，因而元素的性质也随原子序数增长而体现出某种周期性。典型的例子是原子半径、电离能和电子亲和能。实际上，元素周期律的提出和周期表的发明，就是基于对这些周期性规律的观察和整理，因为彼时尚未出现与此相关的理论解释。

### 原子半径

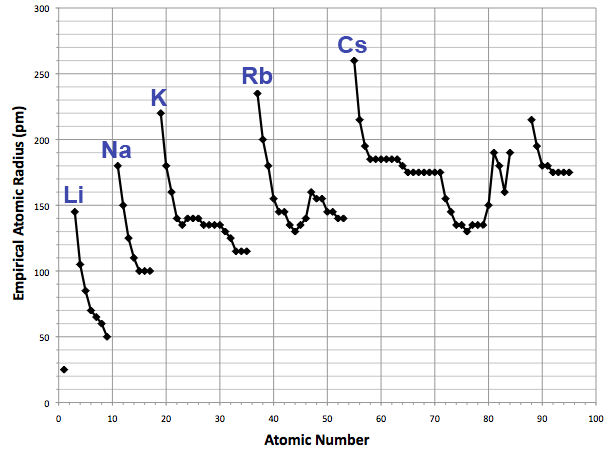
原子半径对原子序数作图。

不同元素的原子半径可以利用周期表加以预测和解释。通常而言，沿周期方向，自左向右，原子半径依次递减，而沿着族的方向，自上而下，原子半径逐渐增大。从上一个周期的稀有气体到下一周期的碱金属，原子半径会突然增大。这些变化与其它的理化性质变化趋势一样，都可以用电子壳层填充理论解释。它们也为量子力学理论提供了重要的支持。
在镧系元素中，4f亚层的价电子自左向右逐步增加，但它们对于同步增加的核电荷的屏蔽效果不良。因此，原子核对于镧系元素外层电子的吸引力较强，导致镧系元素的原子半径偏小，即所谓的镧系收缩。受此影响，镧系后面的元素也有较小的原子半径。因此，铪的原子半径基本和锆相同，钽与铌的半径也相近，其后的元素依此类推。镧系收缩的影响一直波及到铂元素，此后才被惰性电子对效应（一种相对论效应）所掩盖。另外，和镧系收缩类似，d区元素也存在着收缩效应，只不过强度更弱，它是d亚层电子对外侧的p电子屏蔽不完全导致的。

### 电离能

图示为电离能的变化趋势：每个周期自左向右，电离能逐渐增大。碱金属最小，稀有气体最大。

“第一电离能”是指从原子中移走一个电子所需要的能量，“第二电离能”是在此基础上移走第二个电子所需的能量，依此类推。对于同一个原子，各级电离能随着离子化程度的增加而增大，例如镁的第一电离能是738 kJ/mol，第二电离能为1450 kJ/mol。粗略地讲，这是因为越靠内的电子受到的静电吸引作用越强，移走它所需要的能量因此也越大。一般地，越靠近周期表右端，电离能也相应地越大。
当一个离子已经达到稀有气体电子排布时，移走下一个电子的电离能将突然上升。仍以镁元素为例，移走两个3s电子后，镁离子已经具有氖的电子排布，在此基础上移走下一个2p电子相当困难，因而第三电离能将明显高于前两级电离能，高达7730 kJ/mol。第三周期的其它元素中也可见这种现象。

### 电负性

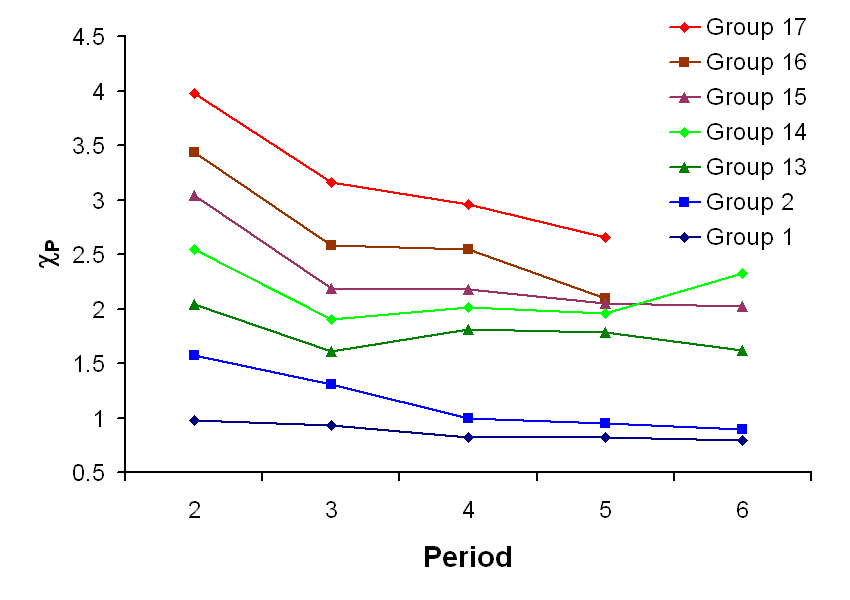
图示同族元素电负性随原子序数增大而减小的趋势。每条折线对应一个特定的族。

一个原子吸引共用电子对的能力称作电负性。原子的电负性与该原子的原子序数有关，同时也受價電子与核距离的影响。电负性越大，原子吸引电子（对）的能力越强。这个指标是萊納斯·鮑林于1932年提出的。一般来说，在元素周期表中，自左向右，电负性依次递增；自上而下，电负性依次递减。因而，在电负性已知的元素中，靠近右上角的氟元素电负性最高，左下角的铯元素电负性最低。
需要注意的是，上述规则有几个例外。受d区收缩的影响（参见“原子半径”一节），镓和锗的电负性分别高于它们上方的铝和硅。第四周期过渡金属的前几个元素电负性上升得比较快，这是由3d电子对核电荷的屏蔽不完全，导致这几个元素的原子半径较小而引发的。
元素的电负性会因为失去电子而增加。这有时会造成很大的差别，例如+2氧化态的铅的电负性为1.87，而+4氧化态的铅则达到了2.33。

### 电子亲和能

电子亲和能随原子序数的变化趋势。一般而言，同一周期中，直到卤族元素以前，电子亲和能都呈增加趋势，到稀有气体时又急速下降。第1族（I A族）、第11族元素（I B族）处的局部极大值是由于s亚层将要填满而产生的（金元素的6s亚层尤甚：完全填满的4f亚层对其有进一步的稳定作用）。
碱土金属、氮、磷、锰、铼等处的极小值则受相反的原因影响：这些元素的s亚层（或p亚层/d亚层）已经处于全充满或半满状态，因此对新电子的吸引能力减弱。

原子的电子亲和能是指向电中性的原子上加入一个电子，使之形成阴离子时释放的能量。不同元素电子亲和能的变化范围较大，不过其中仍有迹可循。一般而言，非金属的电子亲和能高于金属元素，其中氯元素的电子亲和能最大。关于稀有气体的电子亲和能尚无定论，因此其电子亲和能可能是负的（尽管绝对值很小），也可能不是。
大体上讲，沿同一周期自左向右，电子亲和能逐渐上升。由于越靠右端，原子的电子壳层填充得越满，因而向其中加入一个电子后，阴离子的结构越接近稳定的闭壳层，电子亲和能也相应地越高。
沿同一族自上而下，电子亲和能大体是逐渐下降的，因为新加入的电子离原子核越来越远，受到的吸引越来越弱，因而释放的能量也越来越少。不过实际上完全符合这个规律的只有第1族（I A族）——整个周期表约三分之一的元素不符合这个规律，即其电子亲和能高于上方紧邻的元素，这些例外多数情况下和d及f亚层的屏蔽效果不完全有关。

### 金属性
电离能，电负性和电子亲和力值越低，元素的金属性越强，非金属性越弱。鉴于这三种性质的周期性，金属性往往会在一周期（行）中由左至右递减（很多例外是由d和f亚层上的电子对原子核的不良屏蔽效果或者相对论效应导致），并且通常在一族（列）中由上至下递增。因此，大多数金属元素（如铯和钫）位于传统元素周期表的左下角，非金属元素（如氧，氟，氯）则位于右上角。金属性在元素周期表中的水平和垂直趋势组合解释了在一些周期表中发现的金属和非金属之间的阶梯形分界线，以及有时将与该线相邻的几个元素和与这些元素相邻的元素分类为类金属的做法。

### 桥接元素族的特点
桥接元素位于区与区之间。这些族的元素，比如非金属，具有临近族元素的混合特征。从化学性质上看，第3族元素、钪、钇、镧、锕都表现出了类似碱土金属（也即s区金属）的性质，但同时也具有d区过渡金属的物理性质。位于f区末尾的镥在化学性质上的表现接近于镧，但在物理性质上综合了镧与过渡金属的特点。作为镥类似物的铹也可能会有类似的表现。第11族里的造币金属（铜、银和金）在化学性质上的表现能等同于过渡金属或主族金属。第12族里的不定性金属，如锌、镉、汞等有时被看作是d区到p区元素的桥接，它们表面上是d区元素，但几乎不具有过渡金属性质，而是更接近于相邻第13族的p区元素。第18族的惰性稀有气体桥接着最活泼的第17族卤素元素与第1族的强碱金属。

### 周期性的进一步表现
在整个周期表中，不属于同一族的元素之间还有一些其它关系，例如对角相邻的元素（例如锂和镁）之间的对角线关系。当元素具有相同的价电子数时，在主族和过渡金属之间，或早期锕系元素和早期过渡金属之间也可以发现一些相似之处。因此铀有点类似于6族元素中的铬和钨，因为它们都有6个价电子。
每个区块的第一行往往表现出与其他行截然不同的属性，因为每个区块的第一个轨道（1s、2p、3d、4f、5g等）都比预期的要小得多。 这种异常在s区块中最强，在p区块中中等，在d区块和f区块中不明显。除了s区块以外，其它区块的周期之间也存在奇偶差异，有时称为次级周期性：偶数周期的元素具有较小的原子半径并且更倾向于失去较少的电子，而奇数周期的元素（第一周期除外）则相反。因此，很多p区块的性质是锯齿状的，而不是平滑的一条线。举个例子，氮族元素中，奇数周期的磷和锑准备达到+5氧化态，而偶数周期的氮、砷和铋则留在+3态。

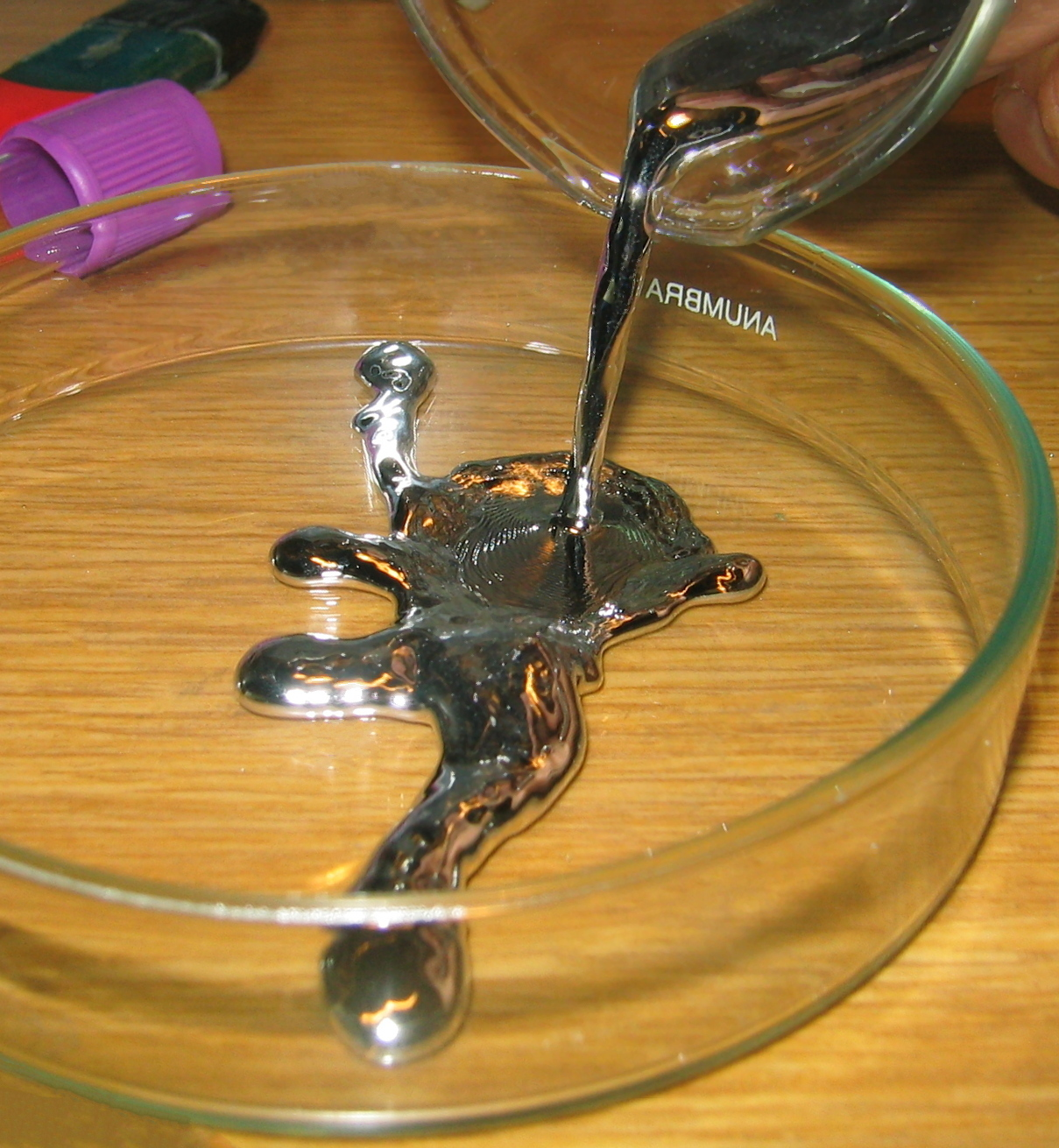
狭义相对论导致室温下的汞为液态

当原子核变得高度带电时，就需要狭义相对论来衡量原子核对电子云的影响。这些相对论效应导致重元素与其在元素周期表中的较轻同系物相比性质越来越不同。例如，相对论效应解释了为什么金是金色的，而汞在常温下是液体。预计这些影响将在第七期后期变得非常强烈，可能导致元素周期性的崩溃。已知电子构型和化学性质的元素只到元素108（𨭆），因此最重元素的化学特性仍然是当前研究的主题。
元素的许多其他物理性质也会按照周期律表现出周期性变化，如熔点、沸点、熔化热、汽化热、原子化能等。化合物也会出现类似的周期性变化，这可以通过比较氢化物、氧化物、硫化物、卤化物等来观察。化学性质更难以定量描述，但同样表现出其自身的周期性。例子元素及其化合物的酸性和碱性的变化，化合物的稳定性和分离元素的方法。周期性已非常广泛地用于预测未知的新元素和新化合物的性质，并且是现代化学的核心。

## 历史

### 早期历史

一张化学元素发现年表，列出元素周期表在各个重大发展时期发现的元素。

1789年，安托万-洛朗·德·拉瓦锡发表一个含33个化学元素的元素列表，并将它们分为气体元素、金属元素、非金属元素和土元素。在接下来的一个世纪，化学家们一直在寻找一个更准确的分类体系。1829年，約翰·沃爾夫岡·德貝萊納发现很多元素都可以根据他们的化学性质每三个分成一组。比如锂、钠、钾三种元素就可以同时作为软金属和活泼金属被分为一组。他还发现，若每组按原子量排序，第二个元素的原子量约等于第一个和第三个元素原子量之和的一半，这也被称为德贝莱纳三元素组定律。德国化学家利奥波德·格梅林对这个理论进行研究，并在1843年证实10个三元素组、3个四元素组和1个五元素组的存在。讓-巴蒂斯特·杜馬在1857年发表文章，描述不同族金属之间的关系。尽管很多化学家都发现元素组与组之间的关系，但他们都还没有建立一个能涵盖所有元素的完整体系。
1857年，德国化学家弗里德里希·奥古斯特·凯库勒·冯·斯特拉多尼茨发现每个碳原子通常都会与四个原子相连，比如甲烷的结构为一个碳原子连着周围的四个氢原子。这个概念即是现在所称的化合价：每个原子都与特定数目的原子相连。
1862年，法国地质学家贝吉耶·德·尚古尔多阿发表一篇论文，当中包含一张被他称作“地球物质螺旋”的图表。这张图表成为元素周期表的雏形，尚古尔多阿也因此成为第一个注意到元素周期性的人。他将元素按原子量螺旋排列在圆柱上，并发现性质相似的元素会周期性出现。他的图表中除了化学元素，还包含一些离子和化合物。由于他的论文中使用很多地质学术语而不是化学术语，且发表时没有附带图解，所以这篇论文直到门捷列夫的研究之后才得到关注。
1864年，德国化学家尤利乌斯·洛塔尔·迈耶尔发表一张按化合价排列的元素表，共包含44个元素。这个表显示有相似化学性质的元素，其化合价通常相同。与此同时，英国化学家威廉·奥德林发表一个按原子量排序的元素排列，当中包含57个元素，指出元素在原子量上的周期性和他们通常的分组方式相符。奥德林还提出一个关于周期律的想法，但并没有继续深究。随后，他在1870年提出按化合价分类元素。

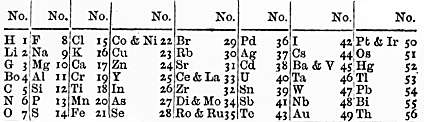
1866年提交给化学学会的约翰·纽兰兹周期表，按照八度音的规律绘制。

英国化学家约翰·纽兰兹在1863至1866年发表一系列论文指出，当元素按照原子量排序时，拥有相似物理性质和化学性质的元素每隔七个元素出现一次。他把这个性质和音乐中的八度联系起来。这个所谓的八音律遭到很多科学界同行的嘲讽，就连英国皇家化学会也拒绝发表他的论文。尽管如此，纽兰兹还是画了元素表，并用它来预测尚未发现的元素，如锗。皇家化学会在五年后认可门捷列夫的发现时才承认纽兰兹的重要发现。
1867年，出生于丹麦的美籍化学家古斯塔夫·德特勒夫·辛里奇斯提出一个基于原子光谱、原子量和化学性质的螺旋周期体系。但当时的人们认为他的研究古怪、复杂、虚有其表，并没有接受和承认这个理论。

### 门捷列夫的初版元素周期表

门捷列夫于1869年发表的元素周期表的一个版本：「一个基于原子量和化学性质系统化元素的实验」。这个早期周期表的纵向为周期，横向为族。

俄国化学家德米特里·门捷列夫和德国化学家尤利乌斯·洛塔尔·迈耶尔分别于1869年和1870年独立出版他们的元素周期表。门捷列夫的元素周期表是首次出版；而迈耶尔的是再版，是对1864年第一版的扩充。他们都在周期表中将元素按原子量横向或纵向排列，并在元素的化学性质开始出现重复时另起一行（列）。
门捷列夫的周期表逐渐获得广泛的承认和接受，这源于他作出的两个决定：其一，他在表中为未知元素留下空位（门捷列夫并不是第一个这样做的化学家，但是他被认为是第一个用元素的周期性質预测未知元素的）。例如门捷列夫利用同族元素具有相似性質的特性，大膽提出未知元素的原子量、物理及化學性質等，而这些元素都在随后陆续被发现，如镓和锗；其二，他為了让同族元素應具有相似性质這一特點，偶尔会刻意不跟從原子量的大小去安放元素，如碘這元素的原子量較碲為低而應在碲的前方，但碘與其他鹵素十分相似的性質讓门捷列夫刻意讓碘和碲的位置對調。门捷列夫在1869年发表它的元素周期表时，雖說原子量的测量尚算精准，這些數據亦大大推動他的設計，但門捷列夫利用如元素的熱容量去比較，大膽修訂部份已發現元素的原子量，包括銦及鈰，並建議釷及鈾的原子量應增大一倍。這些後來被証實或擴充的預言令科學界廣泛承認及接受门捷列夫的周期表。
在1911年卢瑟福发现原子核后，科学家发现元素的整数核电荷数与其在周期表的排名相同。1913年，亨利·莫塞莱在X射线光谱实验中证实这一发现，确定每个元素的核电荷数，并表明门捷列夫实质上是按核电荷数排序元素的。原子的核电荷数等于其质子数，并决定每个元素的原子序数（Z），而原子序数可以确定一个基于整数的元素排序。莫塞莱就此预言，在铝（Z=13）和金（Z=79）间的未知元素的原子序数應为43、61、72和75（这些元素之后都被发现）。原子序数成为确定化学元素的绝对标准，并给元素周期表的排序提供事实基础。自此，元素周期表被用于在研究和制造新合成元素之前预测该元素的性质。

### 门捷列夫的再版与其后的发展

1871年门捷列夫提出的週期表(有8族)，其中橫線代表1871年仍然未知的元素。

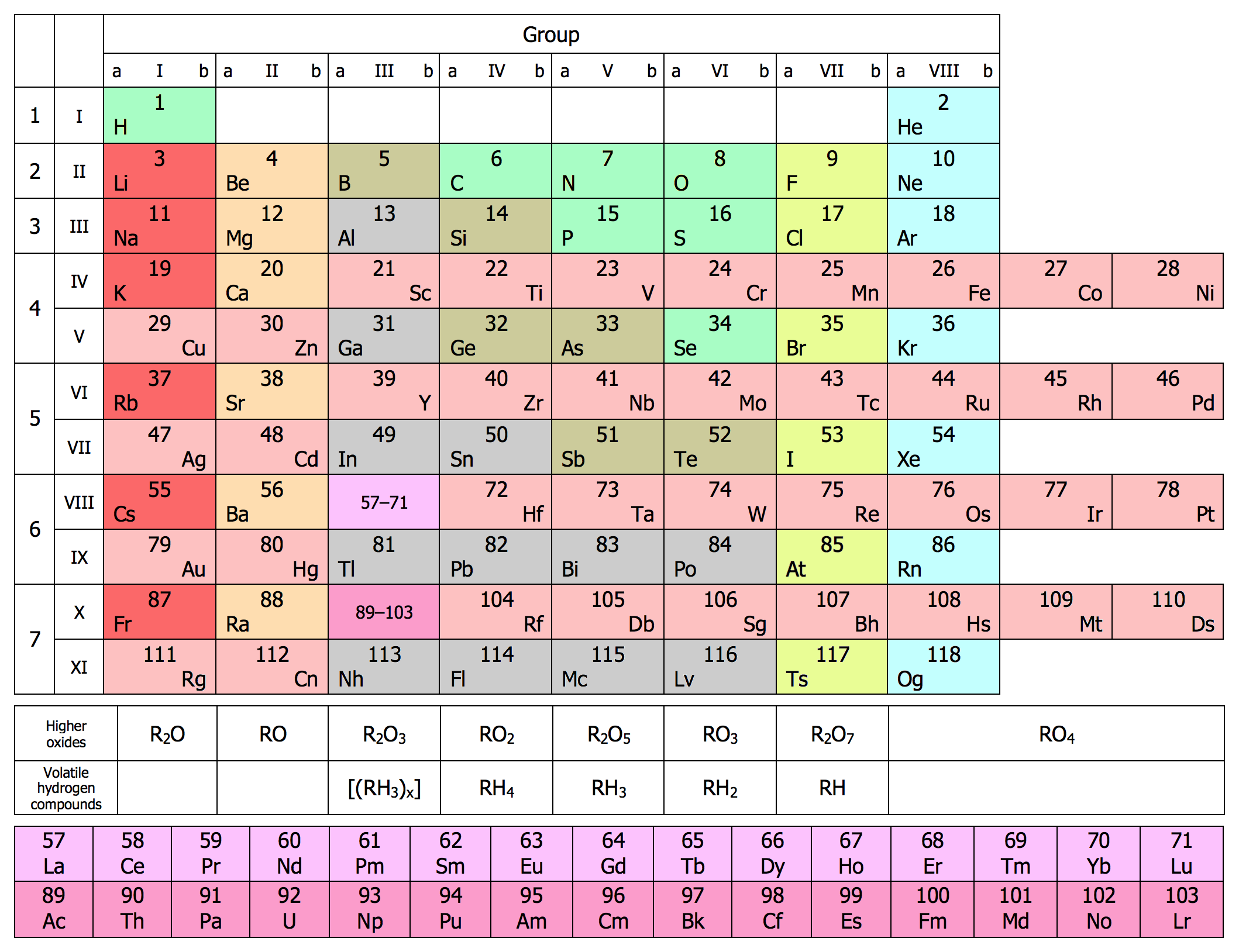
以8個族為形式的週期表，其中包含所有2016已知的元素。

1871年，门捷列夫出版新版元素周期表，把性质相似的元素排在同一纵列当中（此前版本以横向排列），并且按照常见氧化态将几组元素纵列标记I到VIII的编号。对于几种他此前认为理应存在但尚未发现的元素，门捷列夫也详细地给出了他预测的元素性质。随着科学家发现更多自然存在的元素，周期表中的空白也逐渐被填补。例如元素钫（之前被门捷列夫称为銫下元素，eka-caesium）于1939年被法国科学家玛格丽特·佩里发现，也是最后一个在自然界中发现的元素；元素钚于1940年合成生产，于1971年证实在自然界中微量存在。
現時流行的週期表佈局，也稱為通用形式或標準形式（如本文中多处所示），是由美国化学家霍勒斯·戴明（Horace Groves Deming）确定的。1923年，戴明發表簡短版本（門捷列夫式（页面存档备份，存于））和中等版本（18列（页面存档备份，存于））的周期表。1928年，默克公司发布戴明的中等版本的18列周期表的讲义版，此版在美国的学校广为流传。到了1930年代，戴明的周期表已经出现在诸多化学手册和百科全书中。萨金特-威尔奇科技公司（Sargent-Welch Scientific Company）也将此版本发行多年。
隨著現代量子力学對原子內电子排布理論的發展，科学家推論出表中每個週期（行）實際對應著電子層的電子填充。較大的原子有更多的電子亞層，因此後來的週期表需要更長的族表示元素。

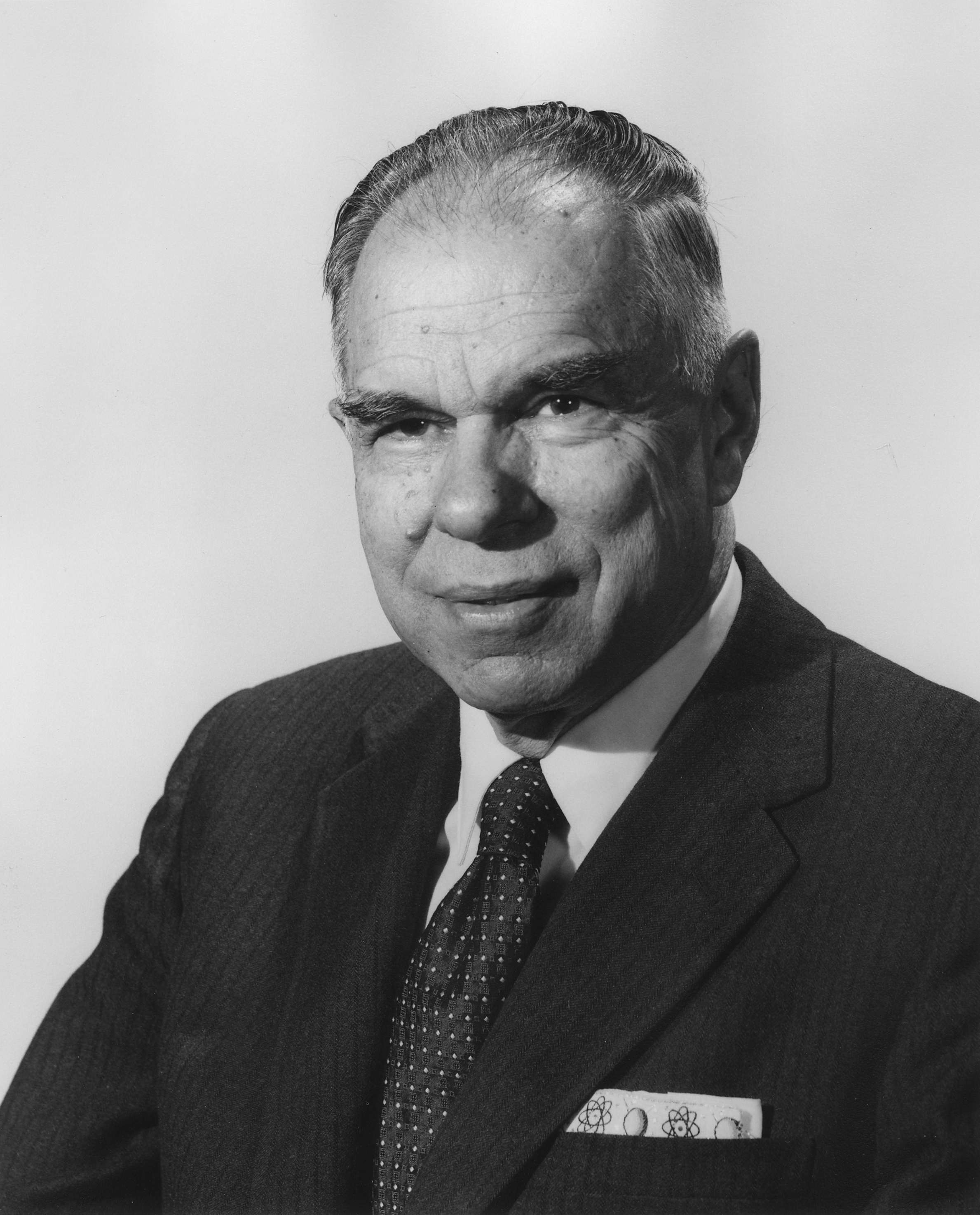
1945年，美国核化学家格倫·西奧多·西博格提出新的元素週期表，以表示锕系元素對應著第二個f區殼層

1945年，美國科學家格倫·西奧多·西博格提出有關於锕系元素的理論，就如镧系元素一樣地填充f亞電子層。在這個構想之先，锕系元素被認為是對應填充第四行的d區殻層。西博格的同僚建議他不要發表這個頗為激進的理論，這或會毀掉他的前程。西博格认为自己並沒有甚麼事業生涯會遭受損害，便發表理論。這個理論後來被證實是正確的，他本人亦於1951年赢得诺贝尔化学奖，以表彰他對錒系元素合成的貢獻。
尽管少量的超铀元素会自然产生，但是这类元素一开始是在实验室中发现的，并极大地拓宽周期表的范围。1939年，人类成功合成第一个超铀元素：镎。由于许多超铀元素非常不稳定且很快衰变，所以即使成功合成，探测和描述其性质就是很大的挑战。此外，因为首个发现某元素的一方拥有对该元素的命名权，人们对某些新元素的发现顺序存在争议，需要第三方的独立审查。最新发现的一个元素是在2009年俄罗斯莫斯科州的杜布纳，一个美俄联合科学团队声明合成六个鿬（Tennessine, 117号元素）原子。鿬（117号元素）和鉨（113号元素）、镆（115号元素）以及鿫（118号元素）是最新命名的四个元素，2016年11月28日，这四个新元素的命名都得到官方认可。
为了庆祝元素周期表诞生150周年，联合国将2019年设为“国际元素周期表年”，庆祝“科学史上最伟大的成就之一”。

## 其它元素周期表

### 矩形

#### 短式

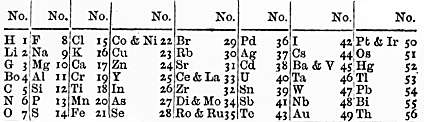
紐蘭茲1866年八度元素表
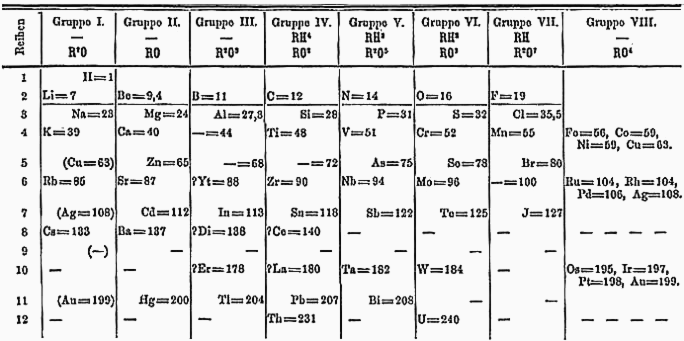
門捷列夫1871年元素週期表
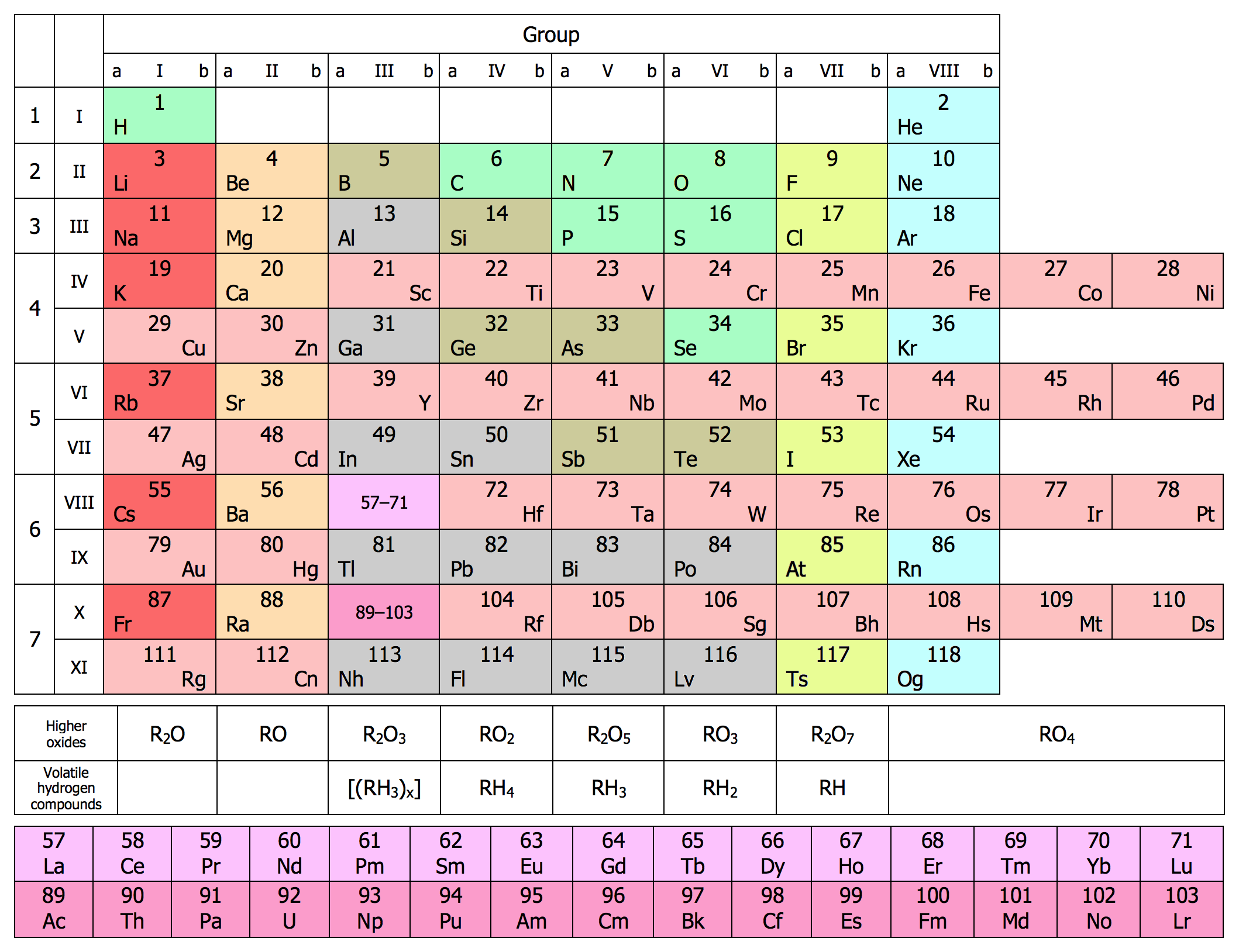
現代短式八族元素週期表
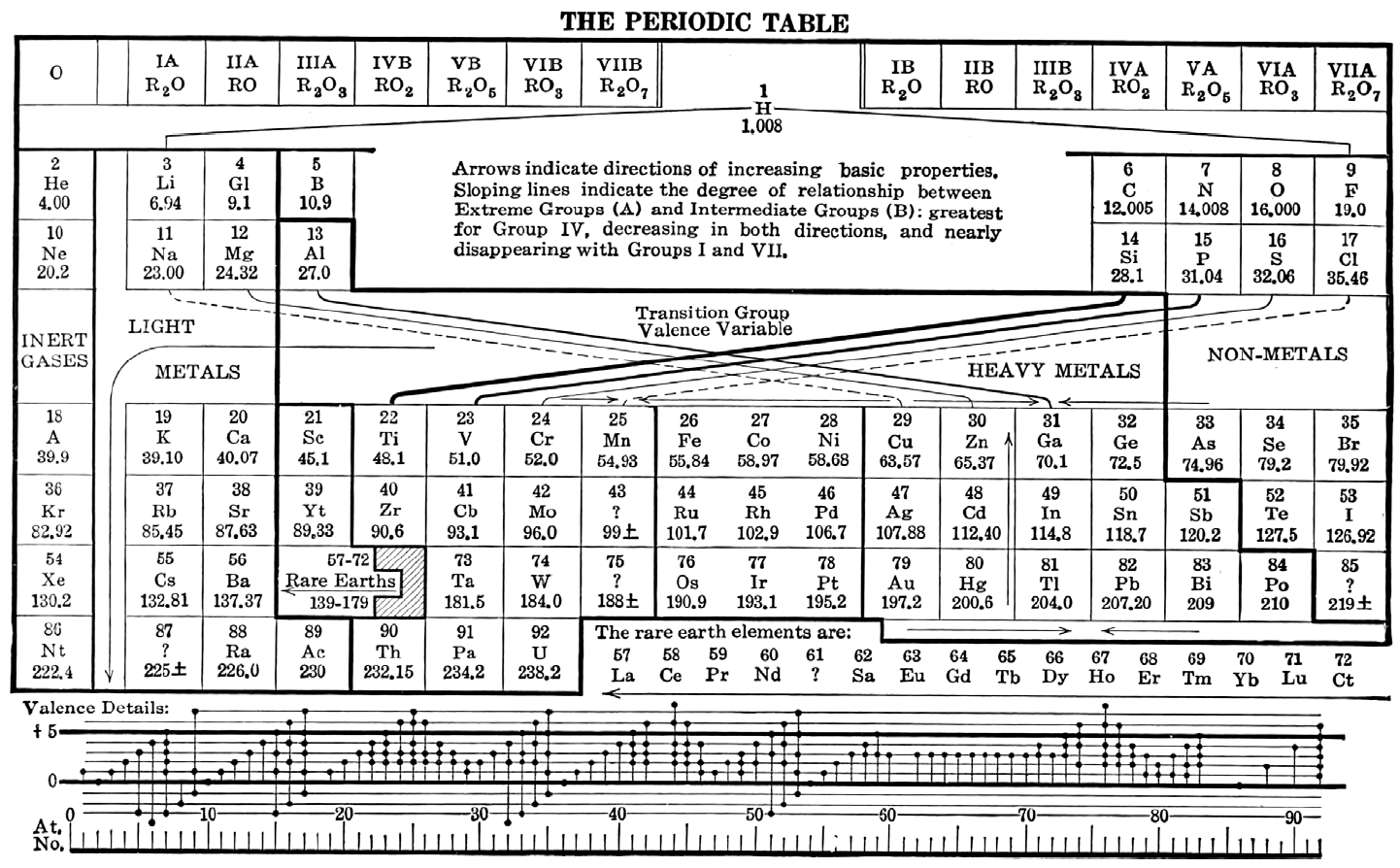
1923年戴明元素週期表

#### 长式（32列周期表）
| 族→   | 1              | 2              |                |                |                |                |                |                |                |                |                |                |                |                 |                 |                 | 3               | 4               | 5               | 6               | 7               | 8                                                                   | 9                                                                   | 10                                                                  | 11              | 12              | 13              | 14              | 15              | 16              | 17              | 18              | 電子層        | 0族電子數      |
|       |                |                |                |                |                |                |                |                |                |                |                |                |                |                 |                 |                 |                 |                 |                 |                 |                 |                                                                     |                                                                     |                                                                     |                 |                 |                 |                 |                 |                 |                 |                 | 電子層        | 0族電子數      |
| 週期↓ | I A            |                |                |                |                |                |                |                |                |                |                |                |                |                 |                 |                 |                 |                 |                 |                 |                 |                                                                     |                                                                     |                                                                     |                 |                 |                 |                 |                 |                 |                 | VIII A （0）    | 電子層        | 0族電子數      |
| 1     | 1 H 氫 1.008   | II A           |                |                |                |                |                |                |                |                |                |                |                |                 |                 |                 |                 |                 |                 |                 |                 |                                                                     |                                                                     |                                                                     |                 |                 | III A           | IV A            | V A             | VI A            | VII A           | 2 He 氦 4.003   | K             | 2              |
| 2     | 3 Li 鋰 6.941  | 4 Be 鈹 9.012  |                |                |                |                |                |                |                |                |                |                |                |                 |                 |                 |                 |                 |                 |                 |                 |                                                                     |                                                                     |                                                                     |                 |                 | 5 B 硼 10.81    | 6 C 碳 12.01    | 7 N 氮 14.01    | 8 O 氧 16.00    | 9 F 氟 19.00    | 10 Ne 氖 20.18  | L K           | 8 2            |
| 3     | 11 Na 鈉 22.99 | 12 Mg 鎂 24.30 |                |                |                |                |                |                |                |                |                |                |                |                 |                 |                 | III B           | IV B            | V B             | VI B            | VII B           | VIII B （VIII） {\displaystyle \overbrace {\qquad \qquad \qquad } } | VIII B （VIII） {\displaystyle \overbrace {\qquad \qquad \qquad } } | VIII B （VIII） {\displaystyle \overbrace {\qquad \qquad \qquad } } | I B             | II B            | 13 Al 鋁 26.98  | 14 Si 矽 28.09  | 15 P 磷 30.97   | 16 S 硫 32.04   | 17 Cl 氯 35.45  | 18 Ar 氬 39.95  | M L K         | 8 2            |
| 4     | 19 K 鉀 39.10  | 20 Ca 鈣 40.08 |                |                |                |                |                |                |                |                |                |                |                |                 |                 |                 | 21 Sc 鈧 44.96  | 22 Ti 鈦 47.87  | 23 V 釩 50.94   | 24 Cr 鉻 52.00  | 25 Mn 錳 54.94  | 26 Fe 鐵 55.84                                                      | 27 Co 鈷 58.93                                                      | 28 Ni 鎳 58.69                                                      | 29 Cu 銅 63.55  | 30 Zn 鋅 65.38  | 31 Ga 鎵 69.72  | 32 Ge 鍺 72.63  | 33 As 砷 74.92  | 34 Se 硒 78.97  | 35 Br 溴 79.90  | 36 Kr 氪 83.80  | N M L K       | 8 18 8 2       |
| 5     | 37 Rb 銣 85.47 | 38 Sr 鍶 87.62 |                |                |                |                |                |                |                |                |                |                |                |                 |                 |                 | 39 Y 釔 88.91   | 40 Zr 鋯 91.22  | 41 Nb 鈮 92.91  | 42 Mo 鉬 95.95  | 43 Tc 鎝 [97]   | 44 Ru 釕 101.1                                                      | 45 Rh 銠 102.9                                                      | 46 Pd 鈀 106.4                                                      | 47 Ag 銀 107.9  | 48 Cd 鎘 112.4  | 49 In 銦 114.8  | 50 Sn 錫 118.7  | 51 Sb 銻 121.8  | 52 Te 碲 127.6  | 53 I 碘 126.9   | 54 Xe 氙 131.3  | O N M L K     | 8 18 8 2       |
| 6     | 55 Cs 銫 132.9 | 56 Ba 鋇 137.3 | 57 La 鑭 138.9 | 58 Ce 鈰 140.1 | 59 Pr 鐠 140.9 | 60 Nd 釹 144.2 | 61 Pm 鉕 [145] | 62 Sm 釤 150.4 | 63 Eu 銪 152.0 | 64 Gd 釓 157.2 | 65 Tb 鋱 158.9 | 66 Dy 鏑 162.5 | 67 Ho 鈥 164.9 | 68 Er 鉺 167.3  | 69 Tm 銩 168.9  | 70 Yb 鐿 173.0  | 71 Lu 鎦 175.0  | 72 Hf 鉿 178.5  | 73 Ta 鉭 180.9  | 74 W 鎢 183.8   | 75 Re 錸 186.2  | 76 Os 鋨 190.2                                                      | 77 Ir 銥 192.2                                                      | 78 Pt 鉑 195.1                                                      | 79 Au 金 197.0  | 80 Hg 汞 200.6  | 81 Tl 鉈 204.4  | 82 Pb 鉛 207.2  | 83 Bi 鉍 209.0  | 84 Po 釙 [209]  | 85 At 砈 [210]  | 86 Rn 氡 [222]  | P O N M L K   | 8 18 32 18 8 2 |
| 7     | 87 Fr 鍅 [223] | 88 Ra 鐳 [226] | 89 Ac 錒 [227] | 90 Th 釷 232.0 | 91 Pa 鏷 231.0 | 92 U 鈾 238.0  | 93 Np 錼 [237] | 94 Pu 鈽 [244] | 95 Am 鋂 [243] | 96 Cm 鋦 [247] | 97 Bk 鉳 [247] | 98 Cf 鉲 [251] | 99 Es 鑀 [252] | 100 Fm 鐨 [257] | 101 Md 鍆 [258] | 102 No 鍩 [259] | 103 Lr 鐒 [266] | 104 Rf 鑪 [267] | 105 Db 𨧀 [268] | 106 Sg 𨭎 [267] | 107 Bh 𨨏 [270] | 108 Hs 𨭆 [271]                                                     | 109 Mt 䥑 [278]                                                     | 110 Ds 鐽 [281]                                                     | 111 Rg 錀 [282] | 112 Cn 鎶 [285] | 113 Nh 鉨 [286] | 114 Fl 鈇 [289] | 115 Mc 鏌 [290] | 116 Lv 鉝 [293] | 117 Ts 鿬 [294] | 118 Og 鿫 [294] | Q P O N M L K | 8 18 32 18 8 2 |

现代周期表有时会将f区元素恢复到其自然位置（在s和d区元素之间），拓展为长式周期表（32列周期表）。与18列周期表不同的是，这样的排列使得「递增的原子序列不会间断」，f区元素和其他区元素的关系也会更加容易看出。学者威廉·B·詹森担心，学生们在使用现有的18列周期表时可能会将镧系和锕系忽略掉，误认为它们是不重要的元素，因此提倡使用32列周期表。尽管有这些优点，长式周期表仍因其形状过宽，加之及化学家对（由西博格引入的）现有形式更熟悉而未被广泛使用。

### 三角形

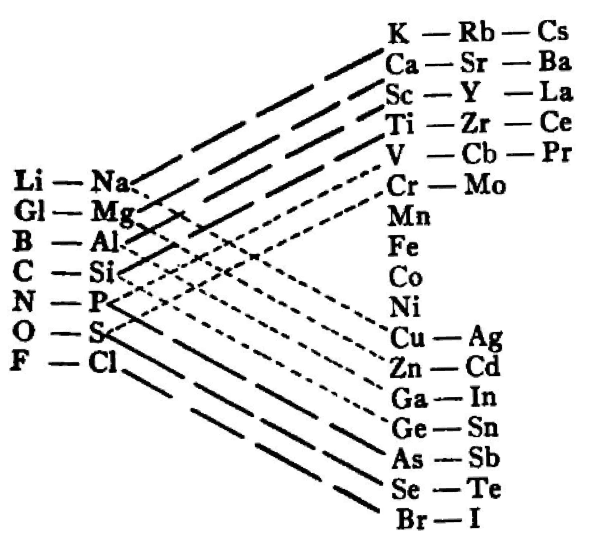
1882年貝利元素週期表
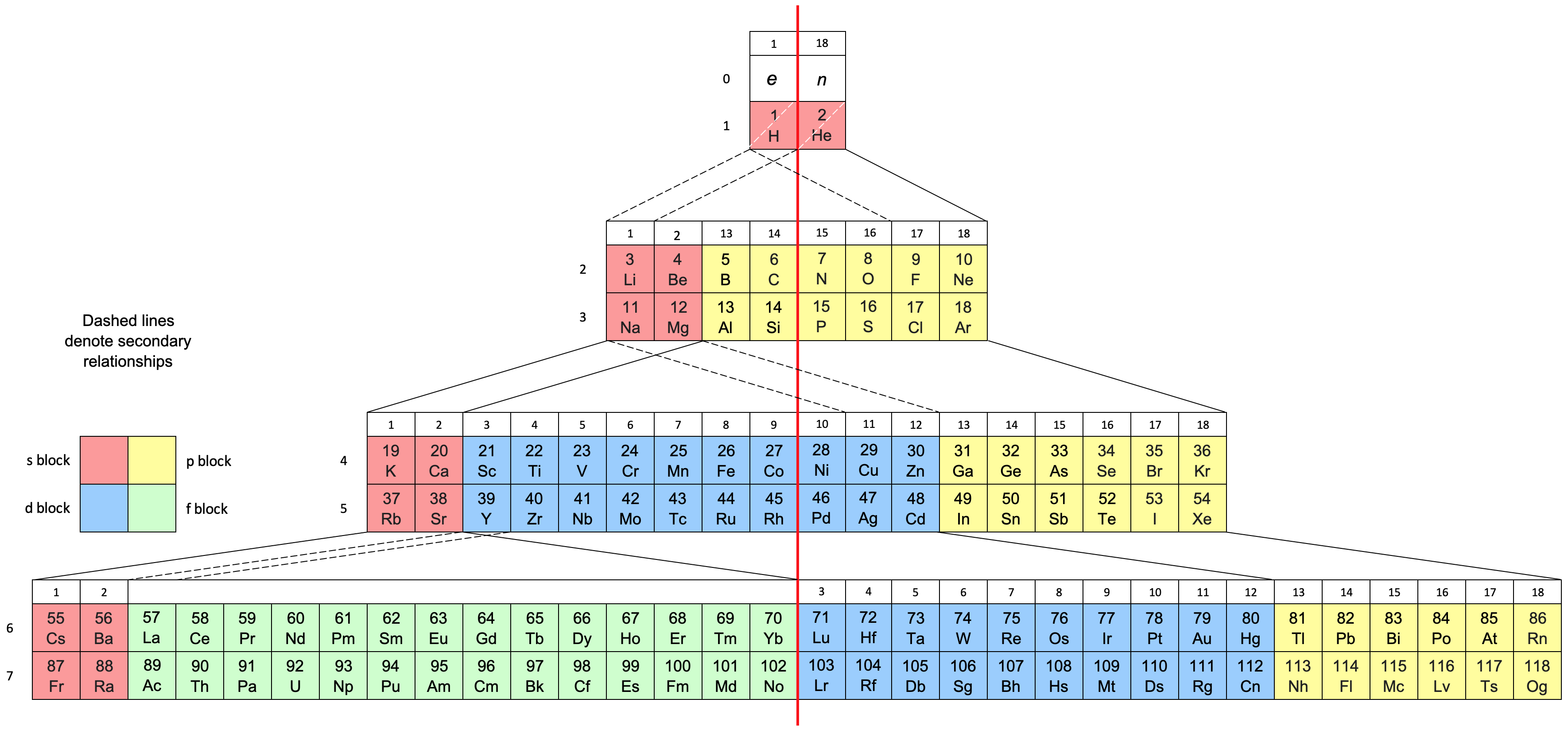
卡普斯汀斯基三角形或階梯金字塔元素週期表的重繪1953版本。

### 連續形
包括圓形、螺旋、雙紐線、螺旋周期表等等。

連續圓元素週期表

本節所示的克魯克斯雙紐元素週期表包含以下相互關聯的元素：
| H   | He | Li  | Gl  | B   | C   | N   | O   | F           | Na  | Mg  | Al  | Si  | P   | S   |
| Cl  | Ar | K   | Ca  | Sc  | Ti  | V   | Cr  | Mn·Fe·Ni·Co | Cu  | Zn  | Ga  | Ge  | As  | Se  |
| Br  | Kr | Rb  | Sr  | Yt  | Zr  | Nb  | Mo  | Rh·Ru·Pd    | Ag  | Cd  | In  | Sn  | Sb  | Te  |
| I   | –  | Cs  | Ba  | La  | Ce  | ( ) | ( ) | ( )         | ( ) | ( ) | ( ) | ( ) | ( ) | ( ) |
| ( ) | –  | ( ) | ( ) | ( ) | ( ) | Ta  | W   | Ir·Pt·Os    | ( ) | ( ) | ( ) | ( ) | ( ) | ( ) |
| –   | –  | –   | –   | –   | Th  | –   | Ur  | –           | –   | –   | –   | –   | –   | –   |

錳與鐵、鎳和鈷的搭配後來出現在 1918 年現代馮·比肖夫斯基周期表，位於本文的非保密部分。
|  |  |  |

### 其它结构
元素周期律可以以多种方式呈现，经典的元素周期表只是其中一种。
在1869年門得列夫的週期表出現後的100年之中，人们出版了遠超700種週期表。
除了數種矩形週期表外，也有不少種其他形狀結構的週期表，如圓形、立方體、圓柱、建築物、螺旋形、双扭线、八角柱、金字塔錐形、球形、三角形等。這些不同版本的週期表常是為了彰顯或強調各種元素在傳統的元素週期表中不明顯的化學或物理性質而打造的。
| 碱金属 碱土金属 镧系元素 錒系元素 过渡金属 | 貧金屬 类金属 多原子非金屬 非金属元素 稀有气体 |

西奥多·本菲在1960年製作的元素週期表是個广泛传播的螺旋形元素週期表。表中的元素被安排成連續的螺旋狀，氫元素位於中央，而過渡元素、鑭系及錒系元素則位於圖中突出的「半島」部分。

西奥多·本菲螺旋形元素週期表，1964年首次出版。 碱金属
碱土金属
镧系元素
錒系元素
过渡金属 貧金屬
类金属
多原子非金屬
非金属元素
稀有气体

多數元素週期表是二維的，而三維的元素週期表最早可追溯至1862年（較門得列夫的二維週期表的1869年更早）。后来陆续出現的三維週期表有库尔蒂纳“周期表分类”（Courtines' Periodic Classification，1925年）、瑞格理“分层系统”（Wringley's Lamina System，1949年）、
保罗·安托万-吉格尔的“螺旋型周期表”（Periodic helix，1965年）及“杜福尔树状周期表”（Dufour's Periodic Tree，1996年）。甚至有人曾建立出「四維」的週期表，如蒂莫西·斯托（Timothy Stowe）的“物理学家的周期表”（Physicist's Periodic Table，1989年），当中包含了三個空間維度和一個色彩維度。
各式週期表可依照其更强调物理性质还是化学性质而进行归类。例如，雷那·崁漢（Rayner Canham）「不規矩」的“無機化學家的元素週期表”（Inorganic Chemist's Periodic Table，2002年）着重元素的化学性质，強調趨勢與規律，以及元素不尋常的化學關係與性質。强调物理性质的則有夏尔·让内的“左階元素週期表”（Left-Step Periodic Table，1928年)，其結構清楚顯示了電子填入電子層的順序和量子力学性質的緊密關係。阿爾珀曾提出類似的电子亚层周期表的想法，但被埃里克·塞利批評為「忽視了週期表展示物理及化學周期性的需求」。而目前最常被使用，且最廣為人知的标准週期表則介于以上两者之间，人们認為它在表達各種物理性質（如電導率和熱導率）的趨勢时更清楚，在阐释如氧化数等可以簡單地以實驗室內常用的傳統方法推得的化學性質也简单明了。此週期表融合了其他周期表的各種特点，大小和形狀易於建構，對原子序及週期性的描述淺顯易懂，因而最为广泛接受。
|             | f1  | f2  | f3  | f4  | f5  | f6  | f7  | f8  | f9  | f10 | f11 | f12 | f13 | f14 | d1  | d2  | d3  | d4  | d5  | d6  | d7  | d8  | d9  | d10 | p1  | p2  | p3  | p4  | p5  | p6  | s1  | s2  |
| 1s          |     |     |     |     |     |     |     |     |     |     |     |     |     |     |     |     |     |     |     |     |     |     |     |     |     |     |     |     |     |     | H   | He  |
| 2s          |     |     |     |     |     |     |     |     |     |     |     |     |     |     |     |     |     |     |     |     |     |     |     |     |     |     |     |     |     |     | Li  | Be  |
| 2p 3s       |     |     |     |     |     |     |     |     |     |     |     |     |     |     |     |     |     |     |     |     |     |     |     |     | B   | C   | N   | O   | F   | Ne  | Na  | Mg  |
| 3p 4s       |     |     |     |     |     |     |     |     |     |     |     |     |     |     |     |     |     |     |     |     |     |     |     |     | Al  | Si  | P   | S   | Cl  | Ar  | K   | Ca  |
| 3d 4p 5s    |     |     |     |     |     |     |     |     |     |     |     |     |     |     | Sc  | Ti  | V   | Cr  | Mn  | Fe  | Co  | Ni  | Cu  | Zn  | Ga  | Ge  | As  | Se  | Br  | Kr  | Rb  | Sr  |
| 4d 5p 6s    |     |     |     |     |     |     |     |     |     |     |     |     |     |     | Y   | Zr  | Nb  | Mo  | Tc  | Ru  | Rh  | Pd  | Ag  | Cd  | In  | Sn  | Sb  | Te  | I   | Xe  | Cs  | Ba  |
| 4f 5d 6p 7s | La  | Ce  | Pr  | Nd  | Pm  | Sm  | Eu  | Gd  | Tb  | Dy  | Ho  | Er  | Tm  | Yb  | Lu  | Hf  | Ta  | W   | Re  | Os  | Ir  | Pt  | Au  | Hg  | Tl  | Pb  | Bi  | Po  | At  | Rn  | Fr  | Ra  |
| 5f 6d 7p 8s | Ac  | Th  | Pa  | U   | Np  | Pu  | Am  | Cm  | Bk  | Cf  | Es  | Fm  | Md  | No  | Lr  | Rf  | Db  | Sg  | Bh  | Hs  | Mt  | Ds  | Rg  | Cn  | Nh  | Fl  | Mc  | Lv  | Ts  | Og  | Uue | Ubn |
|             |     |     |     |     |     |     |     |     |     |     |     |     |     |     |     |     |     |     |     |     |     |     |     |     |     |     |     |     |     |     |     |     |
|             | f区 | f区 | f区 | f区 | f区 | f区 | f区 | f区 | f区 | f区 | f区 | f区 | f区 | f区 | d区 | d区 | d区 | d区 | d区 | d区 | d区 | d区 | d区 | d区 | p区 | p区 | p区 | p区 | p区 | p区 | s区 | s区 |

ADOMAH長元素周期表
捲曲絲帶連續元素周期表
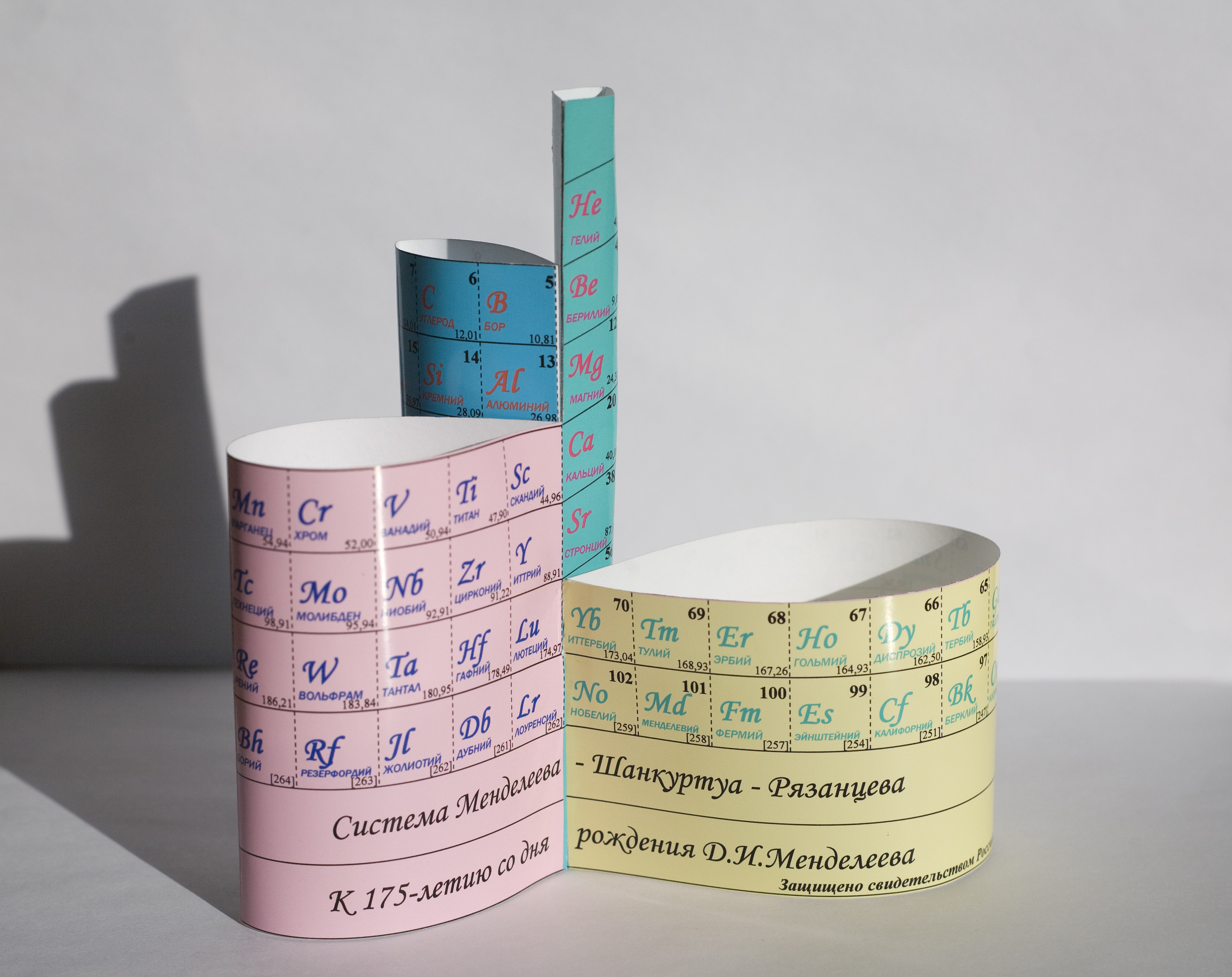
四循環連續元素周期表
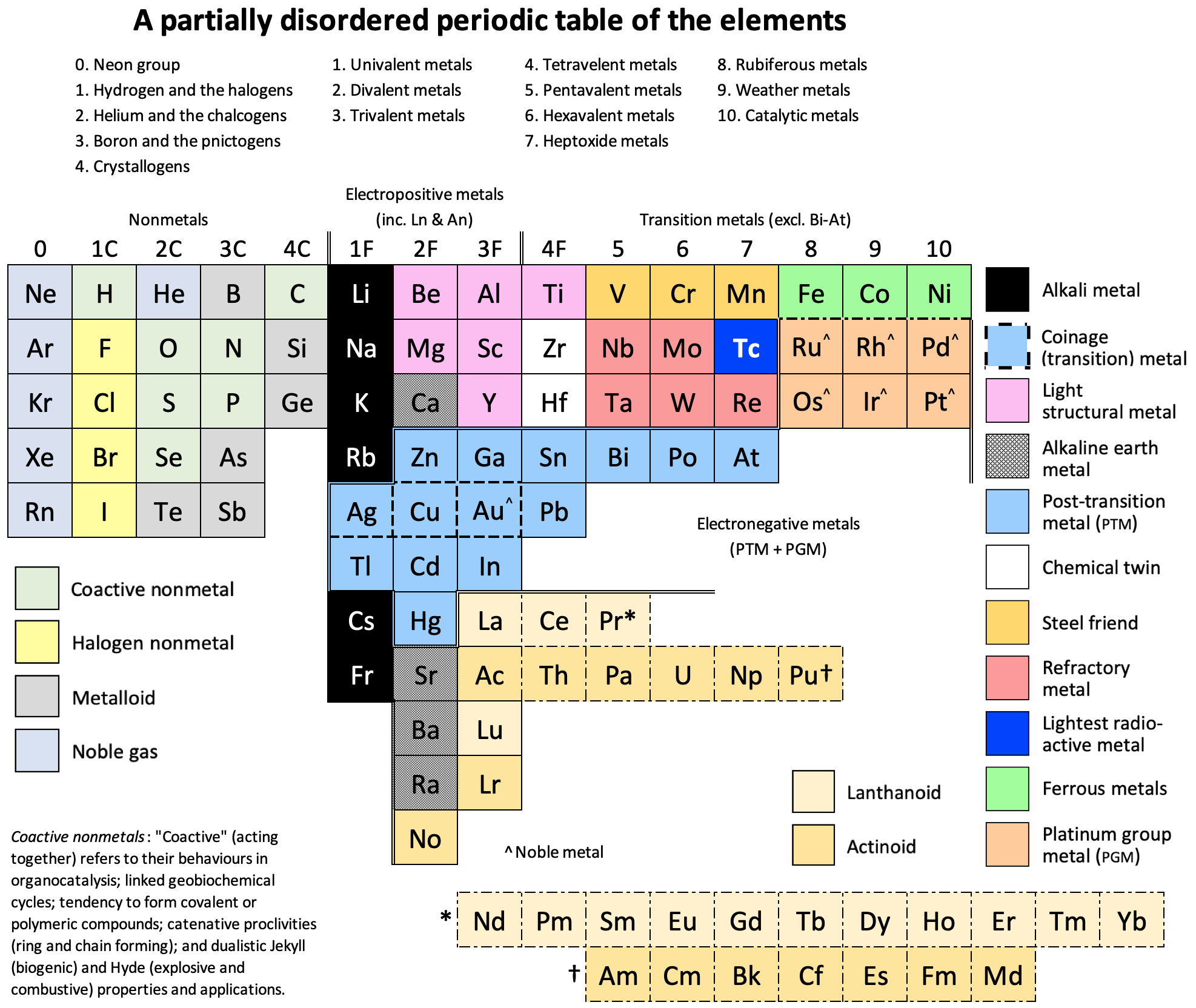
部分無序未分類元素周期表
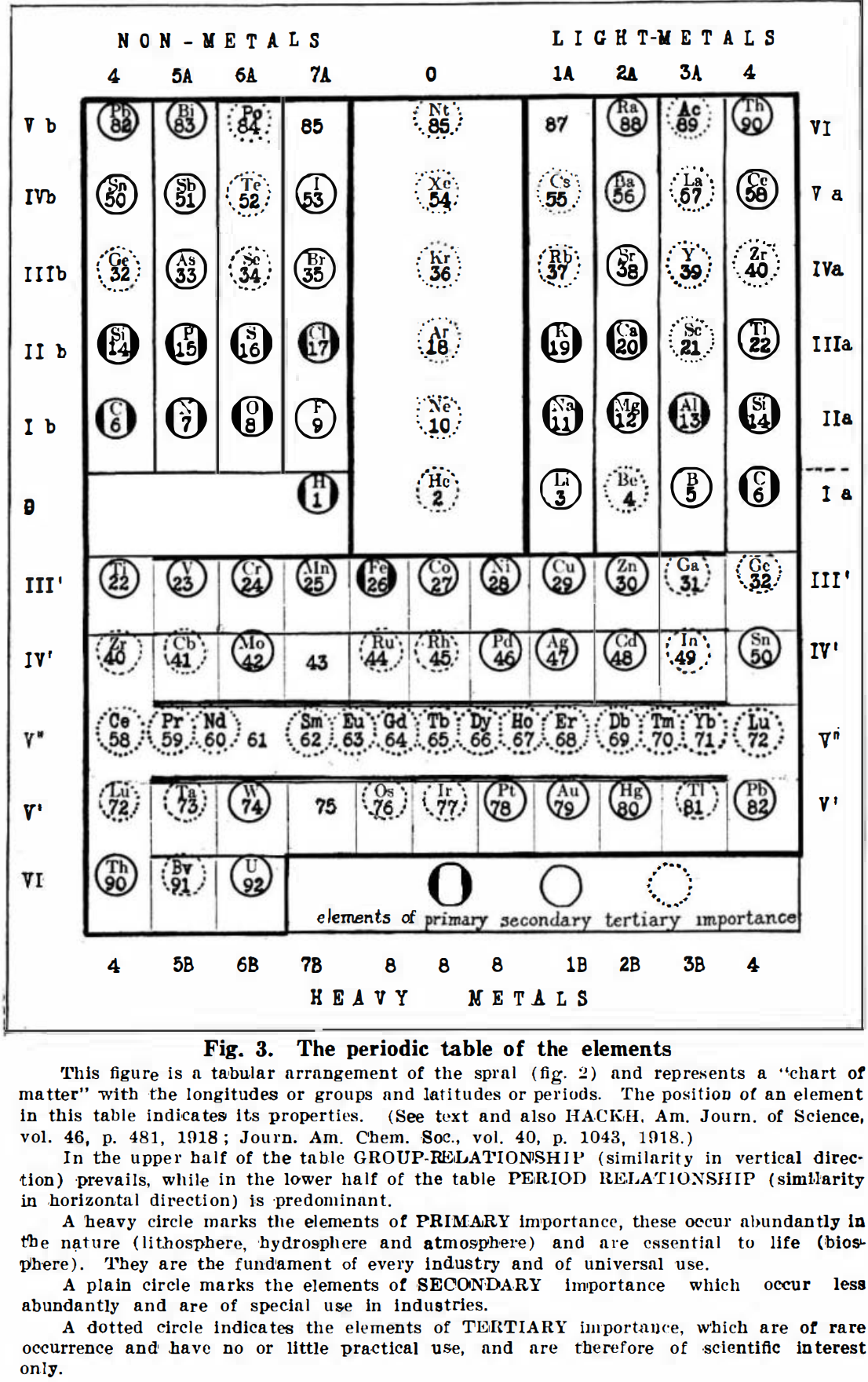
簡短9/11欄元素周期表
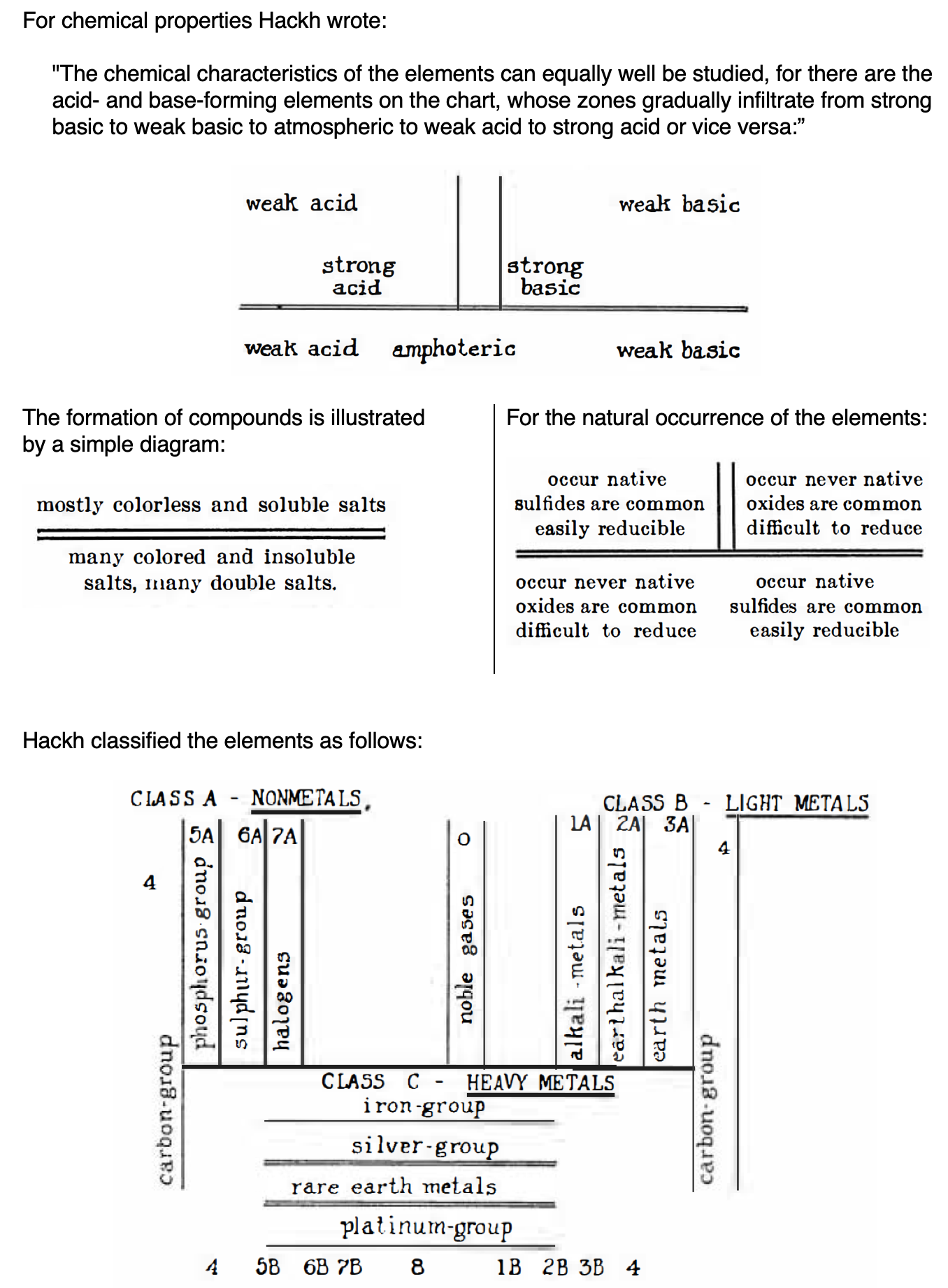
簡短9/11欄元素周期表筆記
螺旋元素周期表
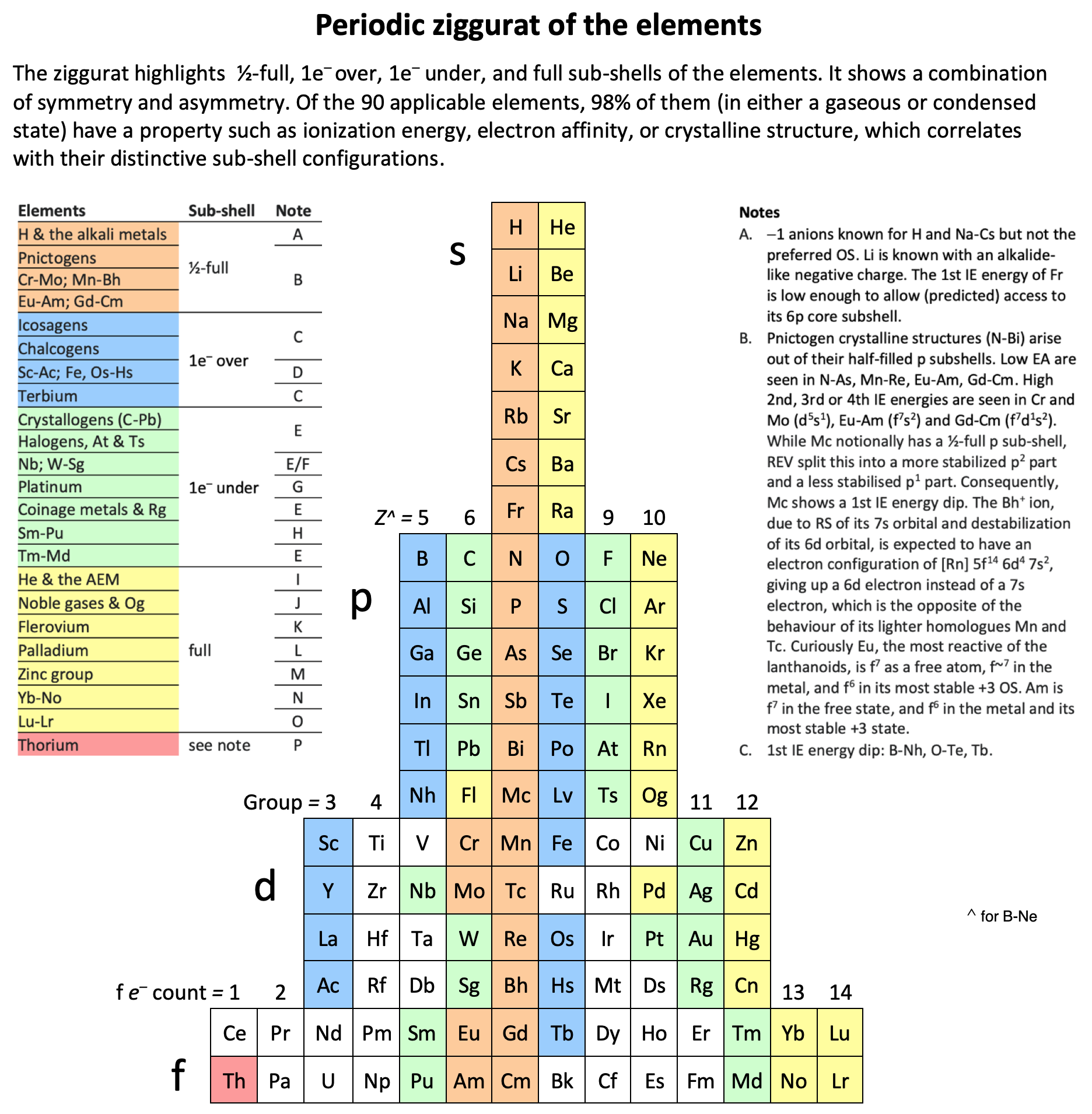
古蘇美古金字塔神塔未分類周期表
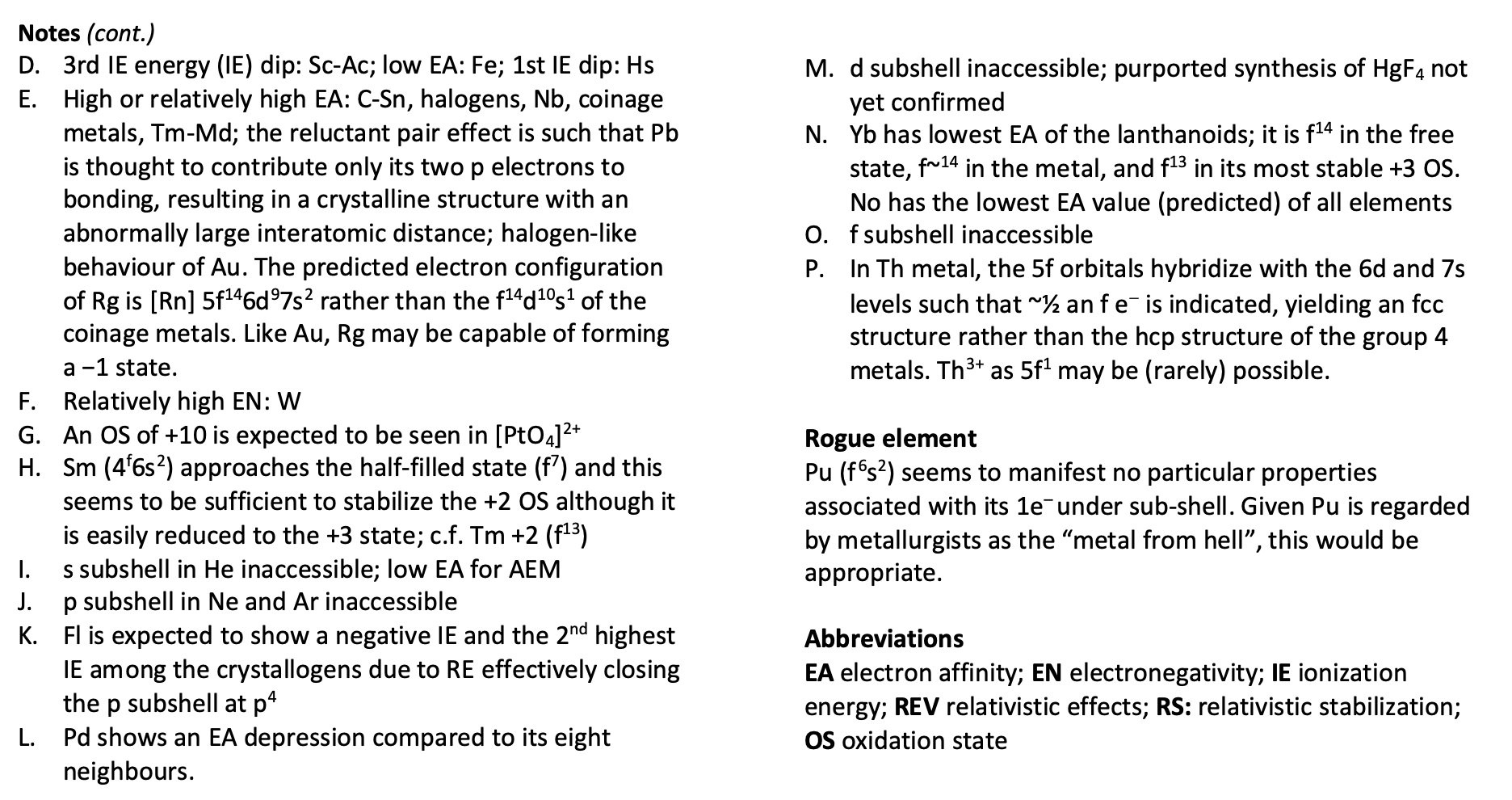
古蘇美古金字塔神塔元素周期表筆記
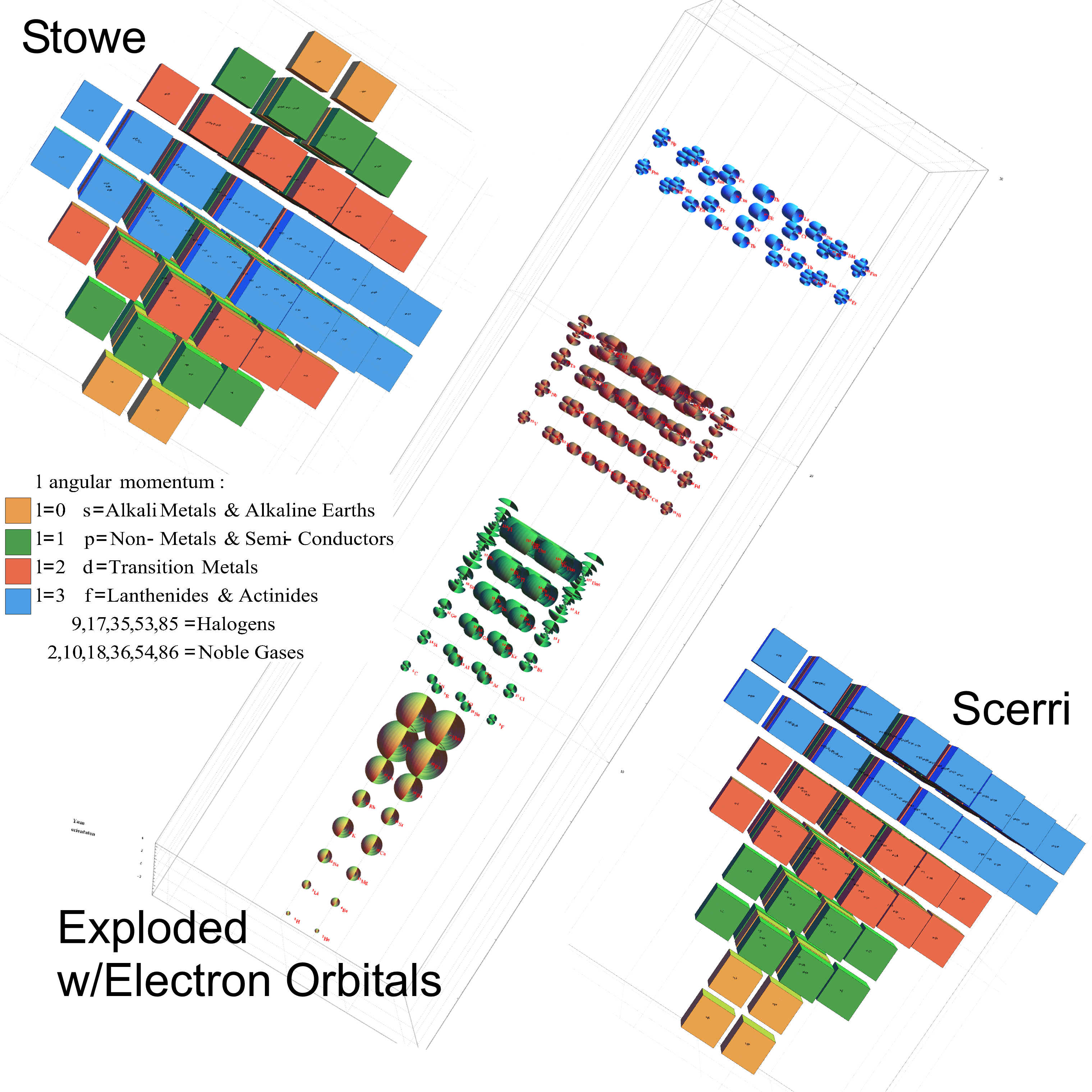
4D Stowe-Scerri空間元素周期表

## 现存争议

### 氢与氦的位置
如果單是按照氢和氦兩者的电子排布來看，氢（电子排布為 1s1）和氦（1s2）應分別置於鋰（1s22s1）和鈹（1s22s2）兩者之上。相對於氢會較常使用這種排列方式，氦的位置卻甚少以此方式排列。原因可以追溯至1900年代：當稀有气体（当时称为“惰性气体”）被首次發現時它们被称为「第0族」，反映出當時並無發現這一族元素有任何化學反應。氦之所以會置於該族之上，是因為它確實具有此族元素的極端化學惰性。後來當這一族元素更名為「第18族」元素後，許多作者仍照舊把氦置於氖的上方，其中包括國際純化學和應用化學聯合會的周期表。
氫的化學性質與第1族的鹼金屬並不相似，因此有時會把氫置於其他位置。其中一种常见的排列方式是将氢放在第17族之上 ，這個做法考量到了氫和其他的鹵素都傾向於處於1價的狀態，並且都具備強烈的非金屬性。有時候，氫會同時被放在第1族及第17族之上，以表示其性質分別與鹼金屬及鹵素相似之處。另一個方案是將氫放在第14族之上，也就是碳的正上方，這麼做可以保持週期表中的電離能及電子親合能的遞增性，並且與電負度的趨勢也不致相差太遠，但是此方案的主要問題在於氫無法如其他第14族元素一般存在穩定的4價態。最後，有些週期表將氫從各族中分開來獨立放置，因為氫與其他各族的常见性質都不完全相同。
而現時，除了依傳統把第1週期的另一個元素氦置於第18族之上以外，（如前文所指，因其的極端惰性與氖及氬十分相似），有時候氦也會被獨立放置，因為氦的表層軌域只有2個電子而其他稀有氣體則有8個。此外依照现在的推测，氦会比氖更為活泼，这会打破第18族當中，越重的元素越活泼的趨勢（氖的電子組態是[He]2s22p6，而氬的是[Ne]3s23p6，依此類推）。

### IIIB族与第6、7周期上的元素
因为历史上镧系元素在表中的位置一直无法确定，加上f区元素的范围一向存在争议。尽管钪和钇一直都是第三族元素的前两个，但接下来的两个所屬元素仍有待商榷。一般認為它们是镧和锕，但有時被認為是镥和鐒。有人声称这样的争议证明，“将周期系统分拆为明确划分的区块是错误的”。第三种排列方式則将整組镧系元素和锕系元素全部放入IIIB族。 
已经有化学和物理论据提出来支持镥和铹要置于这两个位置，但大多数元素周期表制作者对此則抑或不置信，抑或不了解，绝大部分活跃的化学家对此争议毫不知情。2015年12月，國際純化學和應用化學聯合會成立了一个项目，并建议那个位置要么是镧和锕，要么是镥和铹。

#### 镧与锕
| 镧和锕在钇下面 |

镧和锕通常被描述为剩余的第3族元素。研究指出这种布局起源于20世纪40年代，其排列依据是元素的电子构型和区分电子的概念。铯、钡和镧的构型是[Xe]6s1、[Xe]6s2和[Xe]5d16s2。因此，镧具有5d分化电子，这使其“在第3族中作为第6周期的d区的第一个成员”。然后在第3族中可以看到一组一致的电子构型： 钪 [Ar]3d14s2、钇 [Kr]4d15s2和镧[Xe]5d16s2。还是在第六周期中，镱的电子排布是[Xe]4f135d16s2，而镥为[Xe]4f145d16s2，“导致4f的电子分化，并且将镥牢固地确定为第6周期的f-区块的最后一个成员”。 后来的电子能谱研究发现，镱的电子构型实际上是[Xe]4f146s2。这意味着镱和镥——后者为[Xe]4f145d16s2——都有14个f电子，对于镥来说“导致d-而不是f-分化电子”，使其成为钇下第3族周期表位的镧（[Xe]5d16s2）的“同等有效候选者”。镧更适合划分在这个位置，因为5d1电子首次在镧中出现，而后才在镥中第三次出现，也在钆中短暂地第二次出现。
在化学行为方面，以及第3族关于熔点，电负性和离子半径等性质的趋势，钪、钇、镧和锕类似于它们的1-2族对应物。在该变体中，f区块元素的最常见（三价）离子中的f电子的数量始终与它们在f区块中的位置匹配。例如，前三个f-区元素的三价离子的f-电子计数是Ce为1，Pr为2和Nd为3。

#### 镥与铹
| 镥和铹在钇下面 |

在其他表格中，镥与铹是剩余的第3族元素。早期人们用化学方法分离钪、钇和镥，其理论依据是当时人们认为这些元素一起出现在所谓的“钇族”中，而镧和锕一起出现在“铈族”中。因此，在20世纪20、30年代，一些化学家将镥而不是镧归入第3族。此外，20世纪50、60年代的一些物理学家将镥的物理性质与镧互相比较后，也认为这个位置应当属于镥。由于镧没有f电子，因此一些学者反对将镧定为f区的第一个元素。但是也有人认为，元素周期表其他的一些位置也有不合规律的排列方式，因此这个问题没有意义——例如，钍尽管没有f电子，但它还是f区的一部分。至于铹，其气相原子电子构型在2015年被确认为[Rn]5f147s27p1。无论铹是在位于f区还是d区中，都会造成周期表的元素异常排列问题。因为唯一可能适用的p区块位置已被预留给了鉨，人们预测它的电子排布是[Rn]5f146d107s27p1。
在化学上，钪，钇和镥（可能也有铹）表现得像1-2族金属的三价形式。另一方面，元素的熔点，电负性和离子半径等性质下降的趋势与4-8族相似。在该变体中，f区原子的气态形式中的f电子的数量通常与它们在f区中的位置相匹配。例如，前五个f区元素的f电子计数是La为0，Ce为1，Pr为3，Nd为4和Pm为5。

#### 镧系与锕系
| 在钇下面的标记 |

一些学者将镧系和锕系的所有30个元素都放在了钇下面的两个位置（通常通过脚注标记）。这一排列方式强调了15种镧系元素化学性质的相似性，规避了“具体把哪两个元素放在钇下面”的问题，但会导致f区块有15列宽（f区任意一行中只能有14个元素）。

### 过渡元素
按照IUPAC的定义，过渡金属（即过渡元素）是指其原子或阳离子含未充满的d亚层的元素。
此定义下，第3~11族的元素是过渡金属，而第12族的锌、镉、汞和鿔不是。
部分化学家认为“d区元素”和“过渡金属”是同义词。按此定义，过渡金属包括3~12列的所有元素。这时12族的元素就成了过渡金属中的特例——它们的d电子通常并不参与成键。2007年，有报告称在四氟化汞（HgF4）中，汞使用其d电子成键，部分人因而认为汞可被视为过渡元素。

也有人，如詹森，认为像HgF4这样的化合物只能在极端条件下存在——实际上其存在性尚有争议——因此汞在通常状况下不能被合理地视为过渡元素。

还有部分化学家将第3族元素从过渡金属的定义中排除出去，其理由是第3族元素所形成的阳离子的d亚层全是空的（而典型的过渡金属则有部分填充），因此第3族没有表现出过渡金属特有的化学性质。此时只有4~11族被视为过渡金属。尽管3族元素的化学性质与典型的过渡金属不尽相同，它们的物理性质却较相似。（因其每个原子上有且仅有1个d电子）

### 化学性质未知的元素
鿫（118号）及其之前的元素均已发现，然而目前为止，在𨭆 （108号）之后的10个元素中，科学界只对鎶（112号）、鉨 （113号）和鈇（114号）的化学性质略知一二，而鎶（112号）是唯一足够了解、可以进行归类的元素。其他元素可能因相对论效应而表现出与目前的预测（用外推法得到）不同的性质。例如，尽管𫓧位于碳族，它被预测拥有与稀有气体类似的性质。但目前的观测尚不能确定𫓧的性质更接近金属还是稀有气体。

### 周期表的后续扩展
目前并不确定第八周期的元素是否会延续现有的周期律。西博格预计第八周期的元素会按现有规律，119号和120号两个元素填充s区，接下来的18个元素填充g区，后面的30个元素填充现有的f区、d区和p区，第八周期在下一个稀有气体168号处结束。后来，物理学家佩卡·皮克等人建立了新理论，认为之后的元素不再满足现有的構造原理。现在对172号内的元素的电子排布有若干种互不相容的理论。不论如何，所有这些理论都预测下一个稀有气体元素并不是168号，而是172号。但所有这些多还只是推测，目前还没有对123号后的元素的详尽计算。

### 原子序数最大的元素
現時人们还尚未确定元素数量的上限在哪里。早在1911年，美国化学家艾略特·亚当斯就基于每个周期中元素的排布给出了一個估计：原子质量在256以上（约相当于原子序数99~100）的元素无法存在。后来有新的推测认为，元素周期表可能在稳定岛后不久结束（所谓稳定岛是指以126号元素Ubh为中心、被质子和中子滴线所限制的周期表和核素表扩展）。其他关于周期表結束的预测包括：
128号（约翰·埃姆斯利）；137号（理查德·費曼）；
146号（约根德拉·甘比尔，Yogendra Gambhir）；155号（艾伯特·卡赞，Albert Khazan）。

#### 玻尔模型
非相对论性的玻尔模型对137号以上的元素失效，因为此处1s电子的速率超过了光速。因此非相对论性的玻尔模型对这些元素并不准确。

#### 相对论性狄拉克方程
相对论性的狄拉克方程在质子数多于137的元素上会出现病态的解。这些元素的基态波函数为波动的扩展态而非定域束缚态，且其正负能谱之间没有能隙，与克莱因悖论的情况相同。考虑到了原子核尺寸的更精确的计算显示，结合能在原子序数为173的元素中将达到一个阈值。若比这更重的原子的最内层轨道（即1s轨道）没有充满，原子核的电场将强到能够从真空中创造出电子，并因此产生自发的正电子发射。
不过如果1s轨道被电子填充，这就不会发生，因此173号元素不一定是元素周期表的终点。

### 最优排列方式
各种不同格式的周期表使人们不禁心生疑问，最理想或格式确定的周期表是否真的存在。一般认为，这个问题的答案取决于元素的化学周期性是否基于某种扎根在宇宙运行法则中的真理，又或者说这些周期性都只是基于人类观察者的环境、信仰和偏好所主观解释的产物。化学周期性的一个客观标准将解决有关氢和氦的位置与第3族元素的组成的问题。即便真的存在这一“宇宙真理”，现时人类仍然未能发现该理论。这种情况下，各种不同格式的周期表可以看作是在解释化学周期性的不同方面，每一种周期表都探究并强调了这些元素之间不同的特征、性质、属性和关系。

### 引用
1. ↑  . BBC News. 2016-01-04  [2018-08-01]. （原始内容存档于2016-01-04）.
2. ↑  St. Fleur, Nicholas. . New York Times. 2016-12-01  [2018-08-01]. （原始内容存档于2017-08-14）.
3. 1 2 3 4 5 6 7  Emsley, J.  New. New York, NY: Oxford University Press. 2011. ISBN 978-0-19-960563-7.
4. ↑  Greenwood & Earnshaw, pp. 24–27
5. ↑  Gray, p. 6
6. ↑  CNN, Ashley Strickland. . CNN.   [2016-06-11]. （原始内容存档于2016-06-10）.
7. ↑  . 國際純化學和應用化學聯合會. 2015-12-30  [2018-08-01]. （原始内容存档于2016-06-13）.
8. ↑  . NPR.org.   [2016-06-11]. （原始内容存档于2016-06-10）.
9. ↑  Koppenol, W. H.  (PDF). Pure and Applied Chemistry. 2002, 74 (5): 787–791  [2012-03-28]. ISSN 0033-4545. doi:10.1351/pac200274050787. （原始内容 (PDF)存档于2008-10-31）.
10. 1 2 3 4  Thornton, Brett F.; Burdette, Shawn C. . Nature Chemistry. 2019, 11 (1): 4–10  [2022-02-19]. Bibcode:2019NatCh..11....4T. PMID 30552435. S2CID 54632815. doi:10.1038/s41557-018-0190-9. （原始内容存档于2021-08-14）.
11. ↑  Gopka, V.F.; Yushchenko, A.V.; Yushchenko, V.A.; Panov, I.V.; Kim, Ch. . Kinematics and Physics of Celestial Bodies. 2008-05-15, 24 (2): 89–98. Bibcode:2008KPCB...24...89G. S2CID 120526363. doi:10.3103/S0884591308020049.
12. ↑  Panov, I.V. . Physics of Atomic Nuclei. 2017, 81 (1): 57–65. S2CID 125149409. doi:10.1134/S1063778818010167.
13. ↑  Silva, Robert J. . Morss, L. R.; Edelstein, N. M.; Fuger, J.  (编).  3rd. Dordrecht, The Netherlands: 施普林格科学+商业媒体. 2006. ISBN 1-4020-3555-1.
14. ↑  Scerri 2007, p. 24
15. ↑  Messler, R. W. . Sudbury, MA: Jones & Bartlett Publishers. 2010: 32. ISBN 0-7637-7833-8.
16. ↑  Bagnall, K. W. . Fields, P. R.; Moeller, T.  (编). . Advances in Chemistry 71. American Chemical Society. 1967: 1–12. ISBN 0-8412-0072-6. doi:10.1021/ba-1967-0071.
17. ↑  Day, M. C., Jr.; Selbin, J.  2nd. New York: Nostrand-Rienhold Book Corporation. 1969: 103. ISBN 0-7637-7833-8.
18. ↑  Holman, J.; Hill, G. C.  5th. Walton-on-Thames: Nelson Thornes. 2000: 40. ISBN 0-17-448276-0.
19. 1 2  Leigh, G. J. . Blackwell Science. 1990. ISBN 0-632-02494-1.
20. ↑  Fluck, E.  (PDF). 纯粹与应用化学 (國際純化學和應用化學聯合會). 1988, 60 (3): 431–436  [2012-03-24]. doi:10.1351/pac198860030431. （原始内容存档 (PDF)于2012-03-25）.
21. 1 2  Moore, p. 111
22. 1 2 3  Greenwood & Earnshaw, p. 30
23. ↑  Stoker, S. H. . New York: Houghton Mifflin. 2007: 68. ISBN 978-0-618-73063-6. OCLC 52445586.
24. ↑  Mascetta, J.  4th. New York: Hauppauge. 2003: 50. ISBN 978-0-7641-1978-1. OCLC 52047235.
25. ↑  Kotz, J.; Treichel, P.; Townsend, John.  7th. Belmont: Thomson Brooks/Cole. 2009: 324. ISBN 978-0-495-38712-1. OCLC 220756597.
26. 1 2  Gray, p. 12
27. ↑  Jones, C. . New York: J. Wiley & Sons. 2002: 2. ISBN 978-0-471-22476-1. OCLC 300468713.
28. ↑  Silberberg, M. S.  4th. New York: McGraw-Hill. 2006: 536. ISBN 0-07-111658-3.
29. ↑  Manson, S. S.; Halford, G. R. . Materials Park, Ohio: ASM International. 2006: 376. ISBN 0-87170-825-6.
30. ↑  Bullinger, H-J. . Berlin: Springer-Verlag. 2009: 8. ISBN 978-3-540-88545-0.
31. ↑  Jones, B. W. . Cambridge: Cambridge University Press. 2010: 169–71. ISBN 978-0-521-19436-5.
32. ↑  Hinrichs, G. D. . Proceedings of the American Association for the Advancement of Science. 1869, 18 (5): 112–124  [2018-08-01]. （原始内容存档于2016-08-02）.
33. 1 2  Myers, R. . Westport, CT: Greenwood Publishing Group. 2003: 61–67. ISBN 0-313-31664-3.
34. 1 2  Chang, R.  7. New York: McGraw-Hill. 2002: 289–310; 340–42. ISBN 0-07-112072-6.
35. 1 2  Greenwood & Earnshaw, p. 27
36. 1 2  Jolly, W. L.  2nd. McGraw-Hill. 1991: 22. ISBN 978-0-07-112651-9.
37. 1 2 3  Greenwood & Earnshaw, p. 28
38. ↑  International Union of Pure and Applied Chemistry (IUPAC), The IUPAC Compendium of Chemical Terminology，4-th ed. (The Gold Book) (1997)。在線校正版: (2006–) "Electronegativity"。doi:10.1351/goldbook.E01990
39. ↑  Pauling, L. . 美国化学会志. 1932, 54 (9): 3570–3582. Bibcode:1932JAChS..54.2610C. doi:10.1021/ja01348a011.
40. 1 2  Greenwood and Earnshaw, pp. 25–6
41. ↑  Dieter, R. K.; Watson, R. T. . Rappoport, Z.; Marek, I.  (编).  1. John Wiley & Sons. 2009: 443–526  [2022-04-08]. ISBN 978-0-470-77296-6. （原始内容存档于2022-05-06）.
42. ↑  Huheey, Keiter & Keiter, p. 42
43. ↑  Siekierski, S.; Burgess, J. . Chichester: Horwood Publishing. 2002: 35‒36. ISBN 1-898563-71-3.
44. 1 2  Chang, pp. 307–309
45. ↑  Huheey, Keiter & Keiter, pp. 42, 880–81
46. ↑  Yoder, C. H.; Suydam, F. H.; Snavely, F. A.  2nd. Harcourt Brace Jovanovich. 1975: 58. ISBN 0-15-506465-7.
47. ↑  Huheey, Keiter & Keiter, pp. 880–85
48. ↑  Sacks, O. . New York: Alfred A. Knopf. 2009: 191, 194. ISBN 0-375-70404-3.
49. ↑  Gray, p. 9
50. 1 2  MacKay, K. M.; MacKay, R. A.; Henderson, W.  6th. Cheltenham: Nelson Thornes. 2002: 194–196. ISBN 0-7487-6420-8.
51. ↑  Remy, H. Kleinberg, J. , 编.  2. Amsterdam: Elsevier. 1956: 30.
52. ↑  Phillips, C. S. G.; Williams, R. J. P. . Oxford: Clarendon Press. 1966: 4–5.
53. ↑  King, R. B. . New York: Wiley-VCH. 1995: 289.
54. 1 2  Greenwood & Earnshaw, p. 947
55. ↑  Spedding, F. H.; Beadry, B. J. . Hampel, C. A.  (编). . Reinhold Book Corporation. 1968: 374–378.
56. ↑  Settouti, N.; Aourag, H. . JOM. 2014, 67 (1): 87–93. Bibcode:2015JOM....67a..87S. doi:10.1007/s11837-014-1247-x.
57. 1 2  Silva, Robert J. . Morss, Lester R.; Edelstein, Norman M.; Fuger, Jean  (编). . Netherlands: Springer. 2011. ISBN 978-94-007-0210-3. doi:10.1007/978-94-007-0211-0_13.
58. ↑  Sato, T. K.; Asai, M.; Borschevsky, A.; Stora, T.; Sato, N.; Kaneya, Y.; Tsukada, K.; Düllman, Ch. E.; Eberhardt, K.; Eliav, E.; Ichikawa, S.; Kaldor, U.; Kratz, J. V.; Miyashita, S.; Nagame, Y.; Ooe, K.; Osa, A.; Renisch, D.; Runke, J.; Schädel, M.; Thörle-Pospiech, P.; Toyoshima, A.; Trautmann, N.  (PDF). Nature. 2015-04-09, 520 (7546): 209–11  [2018-08-01]. Bibcode:2015Natur.520..209S. PMID 25855457. doi:10.1038/nature14342. （原始内容存档 (PDF)于2018-10-30）.
59. ↑  Steele, D. . Oxford: Pergamon Press. : 67.
60. ↑  Greenwood, N. N.; Earnshaw, A.  2nd. Oxford: Elsevier Science Ltd. : 1206. ISBN 0-7506-3365-4.
61. ↑  MacKay, K. M.; MacKay, R. A.; Henderson, W.  6th. Cheltenham: Nelson Thornes. 2002: 194–196, 385. ISBN 0-7487-6420-8.
62. 1 2 3 4  Scerri, pp. 407–420
63. 1 2  Jensen, William B.  (PDF). Comp. & Maths. With Appls. 1986, 12B (I/2)  [2017-01-18]. （原始内容存档 (PDF)于2017-01-31）.
64. ↑  Kaupp, Martin. . Journal of Computational Chemistry. 2006-12-01, 28 (1): 320–25. PMID 17143872. S2CID 12677737. doi:10.1002/jcc.20522 .
65. ↑  Kulsha, Andrey.  [D. I. Mendeleev's periodic system of the chemical elements] (PDF). primefan.ru. 2004  [2020-05-17]. （原始内容存档 (PDF)于2020-10-22） （俄语）.
66. ↑  Pyykkö, Pekka; Desclaux, Jean Paul. . Accounts of Chemical Research. 1979, 12 (8): 276. doi:10.1021/ar50140a002.
67. ↑  Norrby, Lars J. . Journal of Chemical Education. 1991, 68 (2): 110. Bibcode:1991JChEd..68..110N. doi:10.1021/ed068p110.
68. ↑  Kulsha, A. V.  [Is there a boundary to the Mendeleev table?] (PDF). www.primefan.ru.   [2018-09-08]. （原始内容存档 (PDF)于2020-10-17） （俄语）.
69. ↑  Schändel, M. . Dordrecht: Kluwer Academic Publishers. 2003: 277. ISBN 978-1-4020-1250-1.
70. ↑  Greenwood and Earnshaw, pp. 29–31
71. ↑  Siegfried, R. . Philadelphia, Pennsylvania: Library of Congress Cataloging-in-Publication Data. 2002: 92. ISBN 0-87169-924-9 （英语）.
72. ↑  Horvitz, L. . New York: John Wiley. 2002: 43. ISBN 978-0-471-23341-1. OCLC 50766822.
73. ↑  Aug. Kekulé. . 利比希化学纪事. 1857, 104 (2): 129–150. doi:10.1002/jlac.18571040202.
74. ↑  van Spronsen, J. W. . Amsterdam: Elsevier. 1969: 19. ISBN 0-444-40776-6.
75. ↑  . Annales des Mines history page.   [2014-09-18]. （原始内容存档于2014-11-27） （法语）.
76. ↑  Venable, pp. 85–86; 97
77. ↑  Odling, W. . Quarterly Journal of Science. 2002, 1: 642–648 (643).
78. 1 2  Scerri, E. . Oxford: Oxford University Press. 2011. ISBN 978-0-19-958249-5.
79. ↑  Kaji, M. . Rouvray, D. H.; King, R. Bruce  (编). . Research Studies Press. 2004: 91–122 (95). ISBN 0-86380-292-3.
80. ↑  Newlands, J. A. R. . Chemical News. 1864-08-20, 10: 94–95  [2012-03-28]. （原始内容存档于2011-01-01）.
81. ↑  Newlands, J. A. R. . Chemical News. 1865-08-18, 12: 83  [2012-03-28]. （原始内容存档于2011-01-01）.
82. ↑  Bryson, B. . Black Swan. 2004: 141–142. ISBN 978-0-552-15174-0.
83. ↑  Scerri 2007, p. 306
84. ↑  Brock, W. H.; Knight, D. M. . Isis (芝加哥大學出版社). 1965, 56 (1): 5–25. doi:10.1086/349922.
85. ↑  Scerri 2007, pp. 87, 92
86. ↑  Kauffman, G. B. . Journal of Chemical Education. March 1969, 46 (3): 128–135 (132). Bibcode:1969JChEd..46..128K. doi:10.1021/ed046p128.
87. ↑  Mendelejew, D. . Zeitschrift für Chemie. 1869: 405–406 （德语）.
88. ↑  Venable, pp. 96–97; 100–102
89. ↑  Ball, pp. 100–102
90. ↑  Pullman, B. . Translated by Axel Reisinger. Oxford University Press. 1998: 227. ISBN 0-19-515040-6.
91. ↑  Ball, p. 105
92. ↑  . BBC Bitesize. BBC.   [2020-05-15]. （原始内容存档于2020-05-16）.
93. ↑  Masanori Kaji, Helge Kragh, Gabor Pallo (编). . Oxford University Press. 2015-03-02  [2020-05-15]. ISBN 978-0190200077.
94. ↑  Atkins, P. W. . HarperCollins Publishers, Inc. 1995: 87. ISBN 0-465-07265-8.
95. ↑  Samanta, C.; Chowdhury, P. Roy; Basu, D. N. . Nucl. Phys. A. 2007, 789: 142–154. Bibcode:2007NuPhA.789..142S. arXiv:nucl-th/0703086 . doi:10.1016/j.nuclphysa.2007.04.001.
96. ↑  Scerri 2007, p. 112
97. ↑  Kaji, M.  (PDF). Bull. Hist. Chem.（英语：Bull. Hist. Chem.）. 2002, 27 (1): 4–16  [2018-08-01]. （原始内容 (PDF)存档于2016-07-06）.
98. ↑  Adloff, J-P.; Kaufman, G. B. . The Chemical Educator. 2005-09-25  [2007-03-26]. （原始内容存档于2013-06-04）.
99. ↑  Hoffman, D. C.; Lawrence, F. O.; Mewherter, J. L.; Rourke, F. M. . Nature. 1971, 234 (5325): 132–134  [2012-03-28]. Bibcode:1971Natur.234..132H. doi:10.1038/234132a0. （原始内容存档于2011-06-23）.
100. ↑  Gray, p.  12
101. ↑  Deming, H. G. . New York: J. Wiley & Sons. 1923: 160, 165.
102. ↑  Abraham, M.; Coshow, D.; Fix, W.  (PDF). New York: Chemsource, Inc. : 3  [2018-08-01]. （原始内容 (PDF)存档于2012-05-14）.
103. ↑  Emsley, J. . New Scientist. 1985-03-07: 32–36(36).
104. ↑  Fluck, E. . Pure and Applied Chemistry. 1988, 60 (3): 431–436 (432). doi:10.1351/pac198860030431.
105. ↑  Ball, p. 111
106. ↑  Scerri 2007, pp. 270‒71
107. ↑  Masterton, W. L.; Hurley, C. N.; Neth, E. J.  7th. Belmont, CA: Brooks/Cole Cengage Learning. : 173. ISBN 1-111-42710-0.
108. ↑  Ball, p. 123
109. ↑  Barber, R. C.; Karol, P. J.; Nakahara, Hiromichi; Vardaci, Emanuele; Vogt, E. W. . Pure Appl. Chem. 2011, 83 (7): 1485. doi:10.1351/PAC-REP-10-05-01.
110. ↑   [Experiment on synthesis of the 117th element is to be continued]. JINR. 2012  [2018-08-01]. （原始内容存档于2013-08-01） （俄语）.
111. ↑  Briggs, Helen. . 2019-01-29  [2019-02-08]. （原始内容存档于2019-02-09） （英语）.
112. ↑  Deming, H. G. . New York: J. Wiley & Sons. 1923: 165.
113. ↑  Scerri, Eric. . . New York: 牛津大學出版社 (USA). 2013: 175–194(190)  [2018-08-01]. ISBN 978-0-19-539131-2. （原始内容存档于2017-09-10）. ... no interruptions in the sequence of increasing atomic numbers ...
114. ↑  Newell, S. B. . Boston: Little, Brown and Company. 1980: 196  [2016-08-27]. ISBN 978-0-316-60455-0. （原始内容存档于2019-03-28）.
115. ↑  Jensen, W. B. . Computers & Mathematics with Applications. 1982, 12B (1/2): 487–510(498). doi:10.1016/0898-1221(86)90167-7.
116. ↑  Leach, M. R. . Foundations of Chemistry. 2012, 15 (1): 13–29. doi:10.1007/s10698-012-9151-3.
117. ↑  Thyssen, P.; Binnemans, K. Gschneidner Jr., K. A.; Bünzli, J-C.G; Vecharsky, Bünzli , 编.  41. Amsterdam: Elsevier. 2011: 76. ISBN 978-0-444-53590-0. |journal=被忽略 (帮助)
118. ↑  Lee, E. . Philadelphia: P. Blakiston's Son & Co. 1908: 173.
119. ↑  Kapustinsky, AF. . Bulletin of the Academy of Sciences of the USSR Division of Chemical Science. 1953, 2 (1): 1–9(2). doi:10.1007/bf01188227.
120. ↑  Scholten, Jan. . Utrecht: Stichting Alonnissos. 2005. ISBN 978-90-74817-16-5.
121. ↑  Crookes, W. . Scientific American Supplement: 18948. doi:10.1038/scientificamerican08271898-18948asupp.
122. 1 2  Scerri 2007, p. 20
123. ↑  . Science History Institute.   [2018-10-02]. （原始内容存档于2019-03-27）. Click on 'Finding Aid' to go to full finding aid.
124. ↑  . Fields of Science. fieldofscience.com. 2009-03-22  [2016-01-04]. （原始内容存档于2016-03-04）.
125. ↑  Benfey, Theodor.  (PDF). Bulletin for the History of Chemistry. 2009, 34 (2): 141–145  [20 January 2018].
126. ↑  Emsely, J.; Sharp, R. . The Independent. 2010-06-21  [2018-08-01]. （原始内容存档于2017-07-01）.
127. ↑  Seaborg, G. . Chemistry. 1964, 37 (6): 14.
128. ↑  Mark R. Leach. .   [2012-10-16]. （原始内容存档于2016-05-16）.
129. ↑  Mark R. Leach. .   [2012-10-16]. （原始内容存档于2011-12-03）.
130. ↑  Mazurs, E. G. . Alabama: University of Alabama Press. 1974: 111. ISBN 978-0-8173-3200-6.
131. ↑  Mark R. Leach. .   [2012-10-16]. （原始内容存档于2010-04-18）.
132. ↑  Mark R. Leach. .   [2012-10-16]. （原始内容存档于2012-06-05）.
133. ↑  Bradley, D. . ChemViews Magazine. 2011-07-20  [2018-08-01]. doi:10.1002/chemv.201000107. （原始内容存档于2013-05-01）.
134. ↑  Scerri 2007, pp. 285‒86
135. ↑  Scerri 2007, p. 285
136. ↑  Mark R. Leach. .   [2012-10-16]. （原始内容存档于2013-03-09）.
137. ↑  Scerri, E. . Journal of Chemical Education. 2008, 85 (4): 585–89 (see p.589). Bibcode:2008JChEd..85..585S. doi:10.1021/ed085p585.
138. ↑  Alper, R. . The Journal of Biological Physics and Chemistry. 2010, 10 (2): 74–80. doi:10.4024/43AL09F.jbpc.10.02.
139. 1 2  Scerri, E. . Journal of Biological Physics and Chemistry. 2012, 12 (2): 69–70.
140. ↑  Bent, H. A.; Weinhold, F. . Journal of Chemical Education. 2007, 84 (7): 3–4. doi:10.1021/ed084p1145.
141. ↑  Francl, M.  (PDF). Nature Chemistry. May 2009, 1 (2): 97–98  [2018-08-01]. Bibcode:2009NatCh...1...97F. PMID 21378810. doi:10.1038/nchem.183. （原始内容 (PDF)存档于2012-10-25）.
142. ↑  IUPAC.  (PDF). iupac.org. IUPAC. 2013-05-01  [2015-09-20]. （原始内容 (PDF)存档于2015-08-22）.
143. ↑  Seaborg, G. . Chemical English Newspaper. 1945, 23 (23): 2190–2193.
144. ↑  Cronyn, M. W. . Journal of Chemical Education. August 2003, 80 (8): 947–951. Bibcode:2003JChEd..80..947C. doi:10.1021/ed080p947.
145. ↑  Lewars, Errol G. . Springer Science & Business Media. 2008-12-05: 69–71  [2018-08-01]. ISBN 978-1-4020-6973-4. （原始内容存档于2019-03-28）.
146. ↑  Greenwood & Earnshaw, throughout the book
147. ↑  Thyssen, P.; Binnemans, K. Gschneidner Jr., K. A.; Bünzli, J-C.G; Vecharsky, Bünzli , 编.  41. Amsterdam: Elsevier. 2011: 1–94. ISBN 978-0-444-53590-0. |journal=被忽略 (帮助)
148. ↑  Hevesy, G.  [Rare earths from the point of view of structure of atom] (cited in Trifonov 1970, p. 188). Leningrad: NKhTI. 1929 （俄语）.
149. ↑  Stewart, P. J. . Journal of Chemical Education. 2008, 85 (11): 1490. Bibcode:2008JChEd..85.1490S. doi:10.1021/ed085p1490.
150. ↑  Thyssen, P.; Binnemanns, K. . Gschneidner Jr., K. A.; Büzli, J-C. J.; Pecharsky, V. K.  (编).  41. Amsterdam: Elsevier. 2011: 80–81. ISBN 978-0-444-53590-0.
151. ↑  Keeler, J.; Wothers, P. . Oxford: Oxford University. 2014: 259. ISBN 978-0-19-960413-5.
152. ↑  Scerri, E. . Chemistry International. 2012, 34 (4)  [2018-08-01]. doi:10.1515/ci.2012.34.4.28. （原始内容存档于2015-09-15）.
153. ↑  Castelvecchi, D. . Nature News. 2015-04-08  [2015-09-20]. （原始内容存档于2015-10-05）.
154. ↑  . IUPAC. 2015  [2016-07-30]. （原始内容存档于2016-07-05）.
155. ↑  Emsley, J.  new. Oxford: Oxford University. 2011: 651. ISBN 978-0-19-960563-7.
156. 1 2 3 4 5 6 7  William B. Jensen. . J. Chem. Educ. 1982, 59 (8): 634–636. Bibcode:1982JChEd..59..634J. doi:10.1021/ed059p634.
157. ↑  Trifonov, D. N.  (translated from Russian). New Delhi: Indian National Scientific Documentation Centre. 1970: 201–202.
158. ↑  Greenwood, N. N.; Harrington, T. J. . Oxford: Clarendon Press. 1973: 50. ISBN 0-19-855435-4.
159. ↑  Aylward, G.; Findlay, T.  6th. Milton, Queensland: John Wiley & Sons. 2008. ISBN 978-0-470-81638-7.
160. ↑  Wiberg, N. . San Diego: Academic Press. 2001: 119. ISBN 0-12-352651-5.
161. ↑  Wulfsberg, G. . New York: John Wiley & Sons. 2006: 3. ISBN 978-0-470-86210-0. |article=被忽略 (帮助)
162. 1 2  Cotton, S. . Chichester: John Wiley & Sons. 2007: 150. ISBN 978-0-470-01006-8.
163. ↑  Scerri, E. . Education in Chemistry（英语：Education in Chemistry） (英国皇家化学学会). 2015-09-15  [2015-09-19]. （原始内容存档于2015-12-23）. It is high time that the idea of group 3 consisting of Sc, Y, La and Ac is abandoned
164. ↑  Jensen, W. B.  (PDF). 2015  [2015-09-20]. （原始内容 (PDF)存档于2015-12-23）.
165. ↑  Xu, W-H.; Pyykkö, P. . Physical Chemistry Chemical Physics. 2016, 18 (26): 17351–17355. Bibcode:2016PCCP...1817351X. doi:10.1039/C6CP02706G.
166. ↑  King, R. B. . New York: Wiley-VCH. 1995: 289. ISBN 1-56081-679-1.
167. ↑  International Union of Pure and Applied Chemistry (IUPAC), The IUPAC Compendium of Chemical Terminology，4-th ed. (The Gold Book) (1997)。在線校正版: (2006–) "transition element"。doi:10.1351/goldbook.T06456
168. ↑  Xuefang, W.; Andrews, L.; Riedel, S.; Kaupp, M. . Angew. Chem. Int. Ed. 2007, 46 (44): 8371–8375. PMID 17899620. doi:10.1002/anie.200703710.
169. ↑  Jensen, W. B. . J. Chem. Educ. 2008, 85 (9): 1182–1183. Bibcode:2008JChEd..85.1182J. doi:10.1021/ed085p1182.
170. ↑  Rayner-Canham, G.; Overton, T.  4th. New York: W H Freeman. 2006: 484–485. ISBN 0-7167-8963-9.
171. ↑  Schändel, M. . Dordrecht: Kluwer Academic Publishers. 2003: 277. ISBN 1-4020-1250-0.
172. ↑  Yakushev, Alexander; Eichler, Robert.  (PDF). Nobel Symposium NS160 – Chemistry and Physics of Heavy and Superheavy Elements. 2016  [2018-08-01]. doi:10.1051/epjconf/201613107003. （原始内容存档 (PDF)于2017-03-31）.
173. ↑  Fricke, B.; Greiner, W.; Waber, J. T. . Theoretica chimica acta (Springer-Verlag). 1971, 21 (3): 235–260. doi:10.1007/BF01172015.
174. ↑  Frazier, K. . Science News. 1978, 113 (15): 236–238. JSTOR 3963006. doi:10.2307/3963006.
175. ↑  Pyykkö, P. . Physical Chemistry Chemical Physics. 2011, 13 (1): 161–168. Bibcode:2011PCCP...13..161P. PMID 20967377. doi:10.1039/c0cp01575j.
176. ↑  Elliot, Q. A. . Journal of the American Chemical Society. 1911, 33 (5): 684–688 (688). doi:10.1021/ja02218a004.
177. ↑  Seaborg, G. . Encyclopædia Britannica. c. 2006  [2010-03-16]. （原始内容存档于2010-11-30）.
178. ↑  Cwiok, S.; Heenen, P.-H.; Nazarewicz, W. . Nature. 2005, 433 (7027): 705–9. Bibcode:2005Natur.433..705C. PMID 15716943. doi:10.1038/nature03336.
179. 1 2  Ball, P. . 化学世界（英语：Chemistry World） (英国皇家化学学会). November 2010  [2012-09-30]. （原始内容存档于2012-10-21）.
180. ↑  Gambhir, Y.K; Bhagwat, A.; Gupta, M. . Journal of Physics G: Nuclear and Particle Physics. 2015, 42 (12): 125105  [2019-06-06]. doi:10.1088/0954-3899/42/12/125105. （原始内容存档于2021-07-04）.
181. ↑  Eisberg, R.; Resnick, R. . 約翰威立. 1985.
182. ↑  Bjorken, J. D.; Drell, S. D. . McGraw-Hill. 1964.
183. ↑  Greiner, W.; Schramm, S. . American Journal of Physics. 2008, 76 (6): 509. Bibcode:2008AmJPh..76..509G. doi:10.1119/1.2820395., and references therein.
184. 1 2  Scerri, Eric. . ericscerri23.blogspot.com.au. Eric Scerri. 2013-08-09  [2013-09-04]. （原始内容存档于2017-06-13）.。
185. ↑  Sella, Andrea. . 新科學人. 2013-08-07, (2929)  [2017-06-13]. （原始内容存档于2016-07-03）.

## 拓展阅读
- Emsley, J. .  New. Oxford: Oxford University Press. 2011: 634–651. ISBN 978-0-19-960563-7.
- Mazurs, E. G. . Alabama: University of Alabama Press. 1974. ISBN 978-0-19-960563-7.
- Rouvray, D.H.; King, R. B. (eds). . Proceedings of the 2nd International Conference on the Periodic Table, part 1, Kananaskis Guest Ranch, Alberta, 14−20 July 2003. Baldock, Hertfordshire: Research Studies Press. 2004. ISBN 978-0-86380-292-8.
- Rouvray, D.H.; King, R. B. (eds). . Proceedings of the 2nd International Conference on the Periodic Table, part 2, Kananaskis Guest Ranch, Alberta, 14−20 July 2003. New York: Nova Science. 2006. ISBN 978-1-59454-259-6.
- Scerri, E.  (PDF). n.d.  [2018-07-09]. （原始内容存档 (PDF)于2020-08-11）.
- Scerri, E.; Restrepo, G (eds). . Proceedings of the 3rd International Conference on the Periodic Table, Cuzco, Peru 14−16 August 2012. Oxford: Oxford University Press. 2018. ISBN 978-0-86380-292-8.
- van Spronsen, J. W. . Amsterdam: Elsevier. 1969. ISBN 978-0-444-40776-4.
- Verde, M. (ed.).  [Proceedings of the Mendeleevian conference: Periodicity and symmetry in the elementary structure of matter]. 1st International Conference on the Periodic Table, Torino-Roma, 15−21 September 1969. Torino: Accademia delle Scienze di Torino. 1971.